# 삼엽충

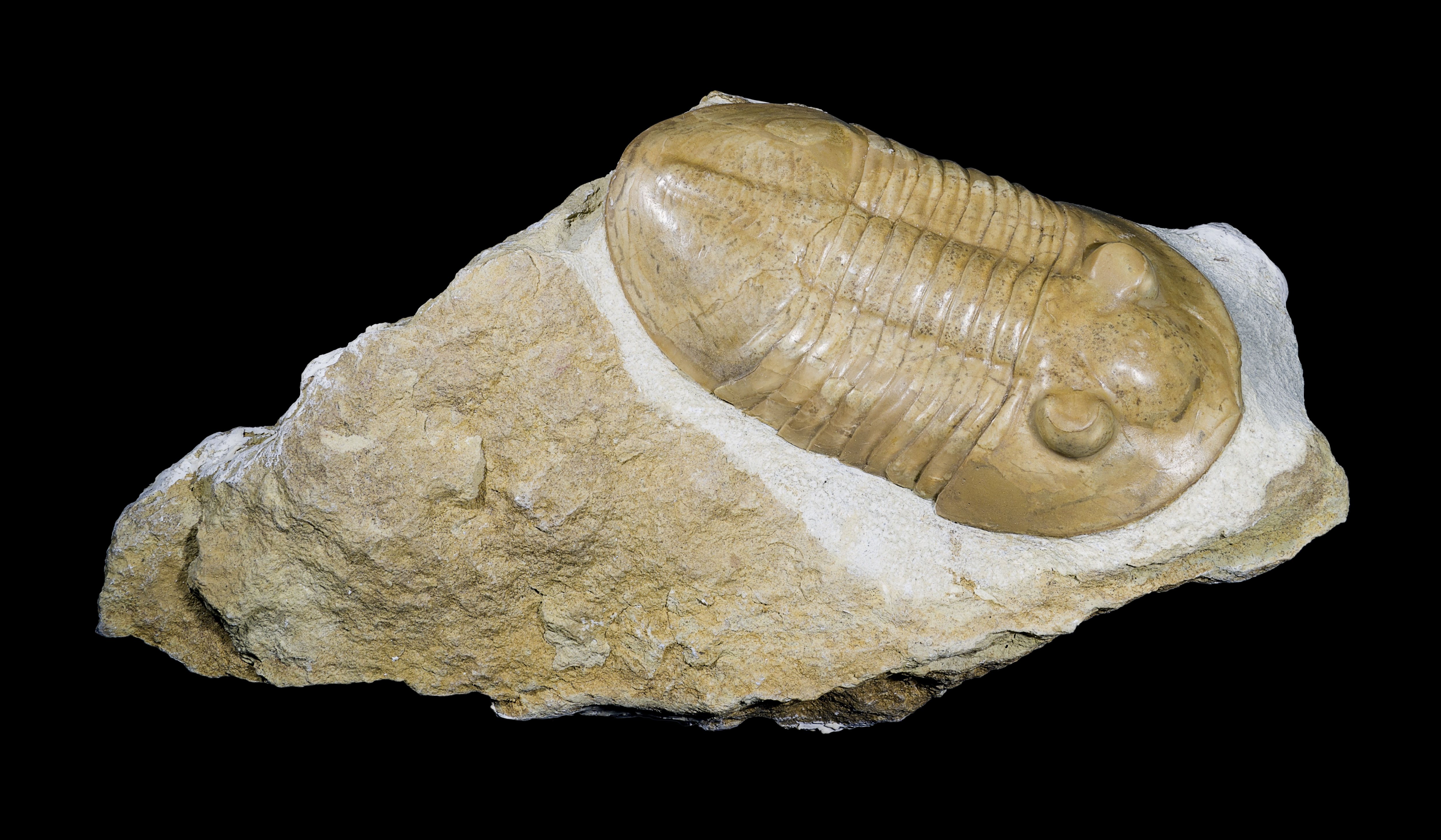
Pseudoasaphus praecurrens

삼엽충(三葉蟲, trilobite)은 고생대 캄브리아기 앗다바니아절(Atdabanian)에 출현하고 데본기부터 프로에티다목을 제외하고 쇠퇴하기 시작해 약 2억 5000만 년 전 페름기-트라이아스기 멸종 때 멸종한 해양 절지동물이다. 삼엽충강(Trilobita)을 이루며, 가장 먼저 나타난 절지동물 중 하나이다. 속명의 뜻은 '세 개의 잎(葉)'이라는 의미이다.
삼엽충의 화석 기록에 따르면 처음 출현했을 때 이미 고도로 다양하고 지리적으로 널리 퍼져 있었다. 삼엽충은 매우 쉽게 화석화되는 외골격을 가지고 있었기 때문에 광범위하게 표본을 남겨서, 고생대 화석 17,000종 정도가 발견되었다. 삼엽충 화석 연구는 생물층서학(Biostratigraphy), 고생물학, 진화생물학 및 판구조론 등에 중요한 공헌을 하였다. 삼엽충은 대악류의 자매군으로 분류하는 경우도 있고, 협각류와 가깝다고 여겨 거미형류(Arachnomorpha, 혹은 Arachnata)에 속하는 것으로 분류하는 경우도 있다.
삼엽충은 다양한 생활 형태를 가지고 있었는데, 어떤 종류는 포식자, 청소동물 혹은 여과섭식자 등의 역할로 저서성(Benthic) 생활을 했고, 어떤 종류는 플랑크톤을 먹이로 하며 원양성(pelagic) 생활을 했다. 현생 해양 절지동물에서 볼 수 있는 대부분의 생활 형태를 삼엽충에서도 볼 수 있는데 기생생활을 하는 종류는 없었던 것으로 보인다(이 부분은 여전히 과학적으로 논쟁이 진행 중이다). 어떤 삼엽충은 (특히 올레니드과의 경우) 황을 소화시키는 박테리아와 공생관계를 진화시켜 거기에서 먹이를 얻었을 것이라고 보기도 한다.

## 화석 기록

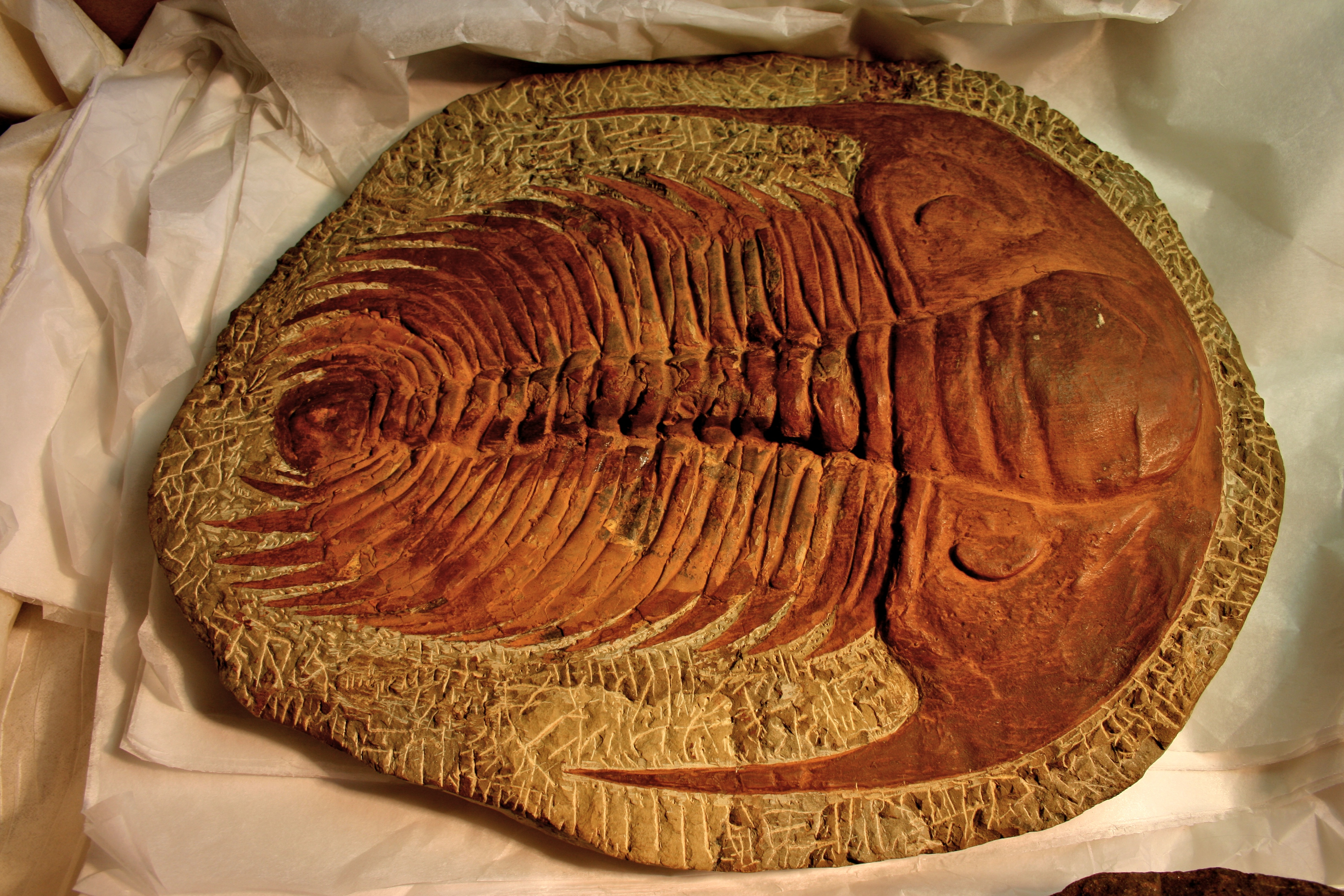
여기 보이는 파라독시데스(Paradoxides)와 같은 레드리키다가 삼엽충 조상의 모습에 가까울 것이다.

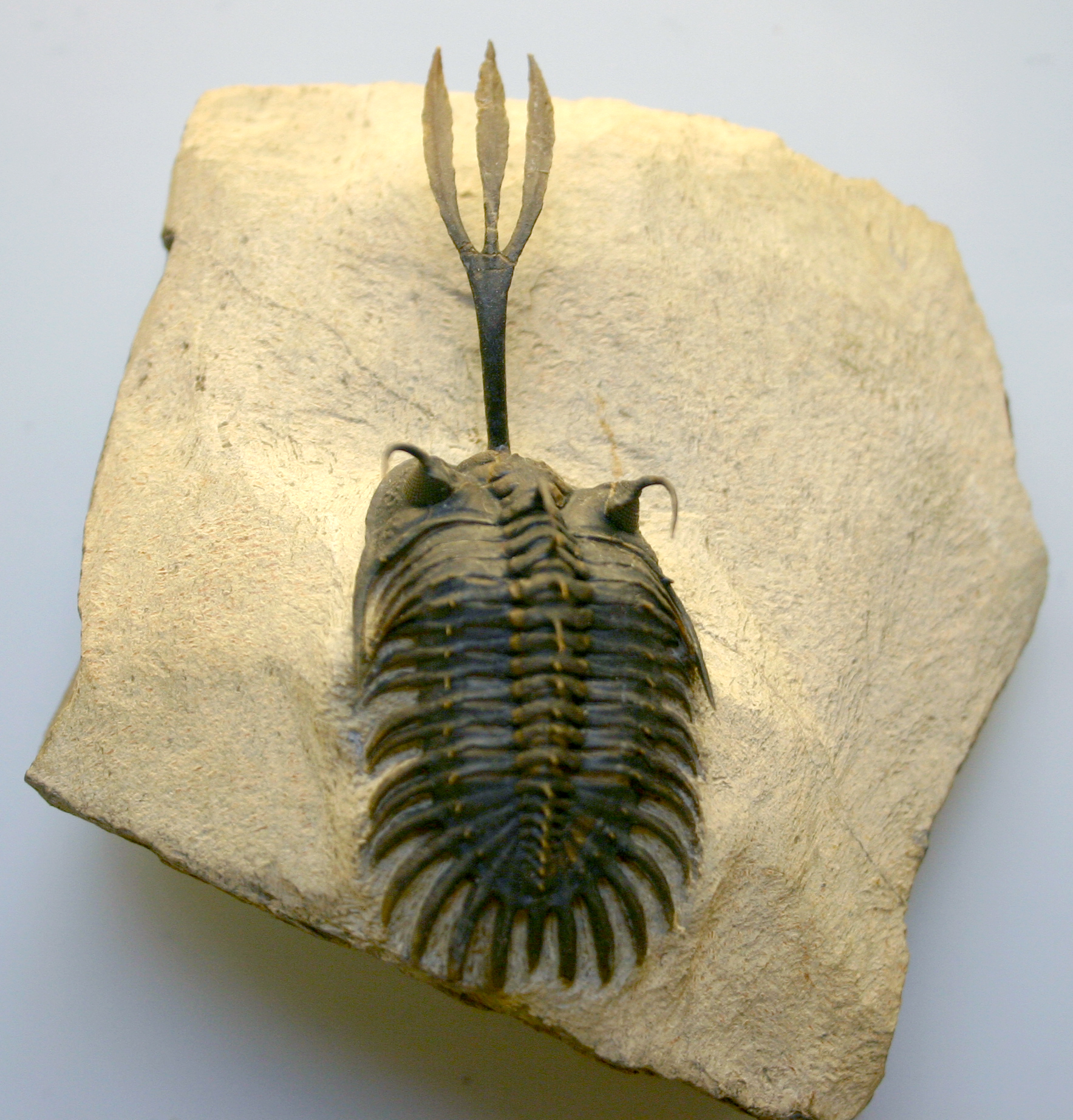
모로코의 제벨 우파텐(Djebel Oufaten)에서 발견된 왈리세롭스(Walliserops trifurcatus)

화석 기록에서 가장 먼저 출현한 삼엽충은 팔로타스피드과와 레들리키아과(모두 레들리키아목(Redlichiida)에 속한다), 그리고 비고티니드과(프티코파리다목, 엘립소케팔로이드상과)의 삼엽충들로 5억 4000만 년에서 5억 2000만 년 정도의 연대를 가진다. 첫 출현을 다투는 다른 삼엽충들로는 프로팔로타스피스 자쿠텐시스(학명: Profallotaspis jakutensis, 시베리아에서 발견), "프리차스피스" spp. ("Pritzaspis" spp., 미국 서부), 후페티나 안티쿠아(Hupetina antiqua, 모로코), 그리고 세라니아 고르다엔시스(Serrania gordaensis, 스페인) 등이 있다. 삼엽충은 현재의 시베리아에서 기원한 것으로 생각되며 이곳에서부터 다른 곳으로 퍼져나간 것으로 보인다.
올레넬루스아목(Olenellina)은 머리 부분의 봉합선이 없는데, 이것이 삼엽충의 가장 초기의 형태였던 것으로 생각된다. 머리 부분의 봉합선이 있는 삼엽충 중 가장 먼저 나타난 것은 렘다델라(Lemdadella)인데, 가장 먼저 나타난 올레넬루스아목과 거의 동시대의 화석이기 때문에 삼엽충의 기원은 앗다바니아 절의 시작보다 더 오래된 것으로 보이지만, 화석은 남아 있지 않다. 후대의 삼엽충 종류 중 아그노스투스아목(Agnostina)와 일부의 파콥스아목(Phacopina) 역시 머리에 봉합선이 없는데, 이는 이들이 원시적이라서 그런 것이 아니라 이차적으로 퇴화된 것이다. 올레넬리나에서 흔히 볼 수 있는 특징 중 하나로 프로타스피스 단계의 초기 형태가 발견되지 않는다는 것이 있다. 이는 외골격이 석회화되지 않았기 때문인 것으로 보이며, 삼엽충의 원시적인 특징을 나타내는 것으로 생각된다. 더 이른 시기의 삼엽충이 발견되면 삼엽충의 기원에 대해 더 많은 것이 밝혀질 것이다.

### 기원
초기 삼엽충은 모든 삼엽충이 가진 공통적 특징들을 갖춘다. 삼엽충의 특징과 다른 그룹 (예를 들면 초기 절지동물) 들의 특징을 섞어서 가지고 있는 조상형태, 혹은 전이 형태는 없었던 것으로 보인다. 삼엽충과 초기의 절지동물 비슷한 동물들, 즉 스프리기나, 파르반코리나, 그리고 기타 선캄브리아 시대 에디아카라기 "삼엽충형류" 등과의 형태적인 유사성은 매우 애매해서 이들의 조상에 대해 설득력 있는 분석을 해내기 힘들게 한다. 초기 삼엽충과 다른 캄브리아기 절지동물 (예를 들어 버제스 셰일 동물군과 마오티엔샨 셰일 동물군 등) 은 조상과의 관계에 대한 분석을 힘들게 한다.

### 분화와 멸종

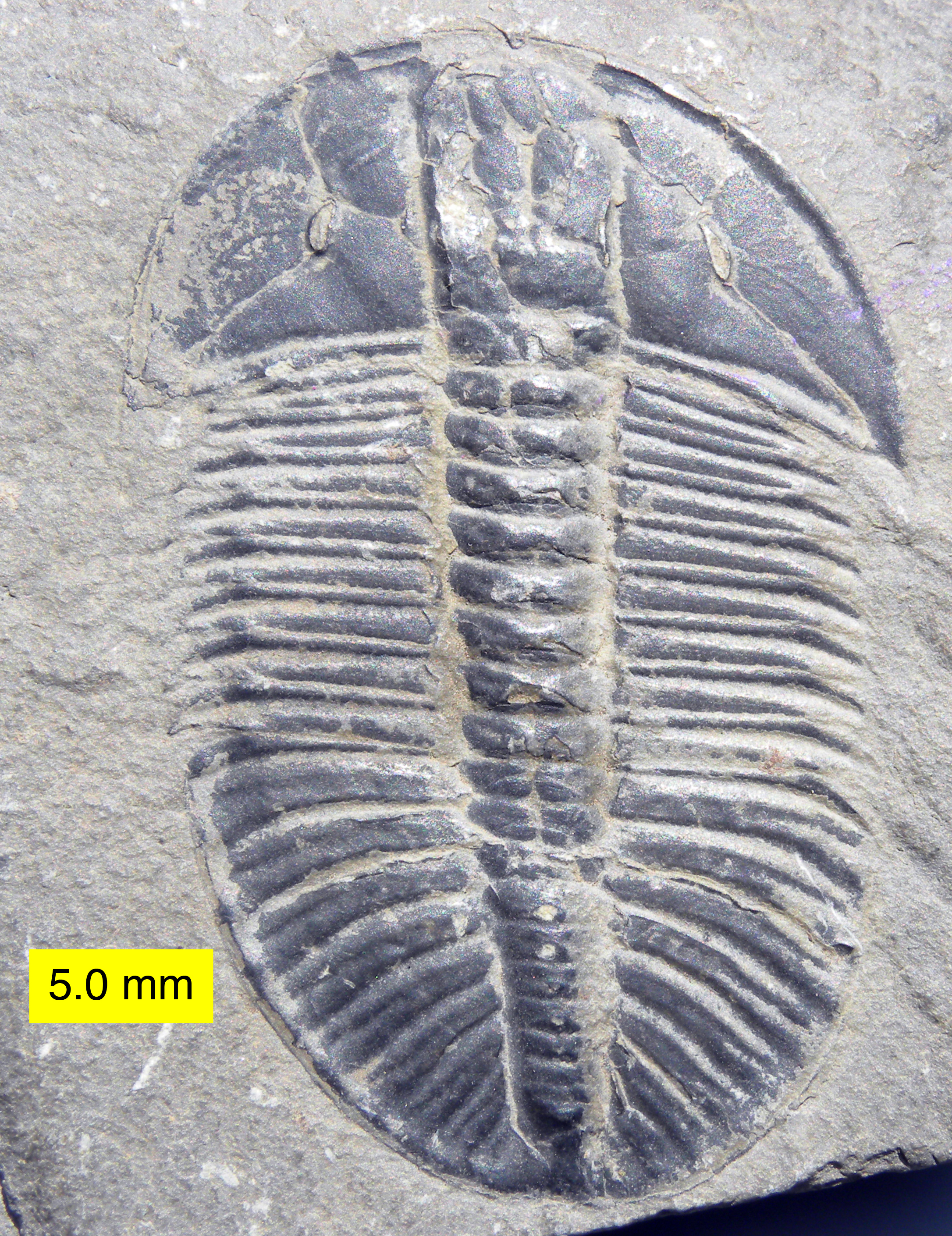
캐나다 브리티시컬럼비아주 필드 부근의 스티븐 산 삼엽충 층 (Mt. Stephen Trilobite Beds)에서 발견된 올레노이데스 에라투스(Olenoides erratus)

오랫동안 생존했던 동물 그룹이라는 것을 생각하면 삼엽충 진화의 역사에 여러 차례의 멸종 사건이 있었고 어떤 그룹은 사라지고 살아남은 그룹은 번성하여 나름대로의 적응을 통해 이전의 생태적 지위를 채웠다는 것은 놀랄 일이 아니다. 일반적으로 삼엽충은 캄브리아기와 오르도비스기 동안에는 높은 다양성을 유지했으나, 데본기부터는 오랜 시간에 걸쳐 쇠퇴해 가다가 페름기 말에 생존해 남아있던 몇 안 되는 삼엽충들이 마지막으로 멸종하게 되었다.

#### 진화의 경향
원시적인 형태(예를 들어 에오레드리키드과 삼엽충 eoredlichids)로부터 진화해 나가는 주된 경향에는 새로운 형태의 눈, 개선된 몸말기(enrollment)와 마디 구조, 커진 꼬리 (머리보다 작은 꼬리에서 머리와 같은 크기의 꼬리로 변화), 그리고 일부 그룹에서 발달한 대량의 가시(spines) 등이 포함된다. 또 다른 변화로는 가슴 부위가 좁아진 것과 가슴 마디의 수가 증가 또는 감소한 것이 있다. 머리 부분에서 일어난 특정한 변화도 주목할 만 한데, 미간(glabella)의 크기와 모양이 다양해졌고, 눈과 얼굴 봉합선(facial suture)의 위치 변화, 히포스톰(hypostome)의 분화 등이 있다. 몇몇 형태들은 서로 다른 여러 개의 큰 분류군에서 독립적으로 나타나기도 했다. (예를 들면 눈이 없어진다든가, 아주 작은 형태가 나타나는 등)
몸 표면의 밋밋해짐(effacement) 역시 쉽게 볼 수 있는 진화적 경향이다. 머리, 가슴 및 꼬리 표면의 작은 구조물들이나 골이 사라지는 것을 의미한다. 아그노스티다목, 아사피다목 그리고 코리넥소키다목의 일라에니나아목 등이 눈에 띄는 예들이다. 밋밋해짐이 생기는 이유는 땅을 파고 들어가거나 헤엄을 치는 생활을 했기 때문으로 생각된다. 이것은 분류학자들에게는 골치아픈 문제인데, 표면이 밋밋해지면서 특징들이 사라져 (특히 미간의 특징들) 계통발생학적 관계를 결정하는 데 어려움이 생기기 때문이다.

#### 선캄브리아 시대
캄브리아기 전기의 올레넬리드과와 레드리키드과에 대한 계통발생학적 생물지리학 분석에 의하면 6억 년에서 5억 5000만 년 사이에 단일한 삼엽충 동물군이 파노티아 초대륙이 갈라지기 이전에 로렌시아, 곤드와나, 그리고 시베리아에 존재하고 있었다고 한다. 판구조론에 의해 파노티아가 갈라지면서 캄브리아기에 올레넬리드 지역(로렌시아, 시베리아 및 발티카)과 레드리키드 지역(호주, 남극 및 중국)에서 각각 삼엽충의 다양화와 방산이 일어났다. 파노티아가 갈라진 것은 화석 기록에서 삼엽충이 처음 출현한 것보다 훨씬 이전이기 때문에 눈에 띄지 않는 삼엽충의 긴 역사는 아마 7 억년이나 혹은 그 이전까지 거슬러 올라갈 수도 있다.

#### 캄브리아기
하부 캄브리아기 지층에서 삼엽충이 처음 출현한 직후에 삼엽충은 급격히 다양화해서 레드리키다, 프티코파리다, 아그노스티다 그리고 코리넥소키다 등 캄브리아기를 특징짓는 주요 목들이 생겨났다. 삼엽충 화석 기록의 첫 주요 위기는 캄브리아기 중기에 있었다. 여기에서 살아남은 삼엽충 목들은 머리와 꼬리 크기가 비슷하거나, 꼬리가 더 큰 형태를 가지고 있었으며 외골격에 더 두꺼운 큐티클 층을 가지고 있어 포식자로부터 몸을 더 잘 보호할 수 있었다 (가슴 항목을 볼 것). 캄브리아기 말의 대량멸종 사건으로 삼엽충 동물군에는 큰 변화가 찾아 왔다. 거의 모든 레드리키다목(올레넬로이드를 포함하여)과 대부분의 캄브리아기 후기 삼엽충들이 멸종했다. 멸종과 같은 시기에 로렌시아의 대륙붕 지역에서 삼엽충의 전반적인 쇠퇴가 계속된 것을 보면 환경에 급격한 변화가 있었던 것으로 보인다.
캄브리아기에 출현한 삼엽충의 주요 형태는 다음과 같다.
- 아바디엘라(Abadiella, 캄브리아기 전기)
- 주도미아 (Judomia, 캄브리아기 전기)
- 엘립소케팔루스 (Ellipsocephalus, 캄브리아기 중기)
- 엘라티아 (Elrathia, 캄브리아기 중기)
- 올레넬루스 (Ollenellus, 캄브리아기 중기)
- 파라독시데스 (Paradoxides 캄브리아기 중기)
- 토마그노스투스 (Tomagnostus, 캄브리아기 중기)
- 올레누스 (Olenus, 캄브리아기 말기)

#### 오르도비스기

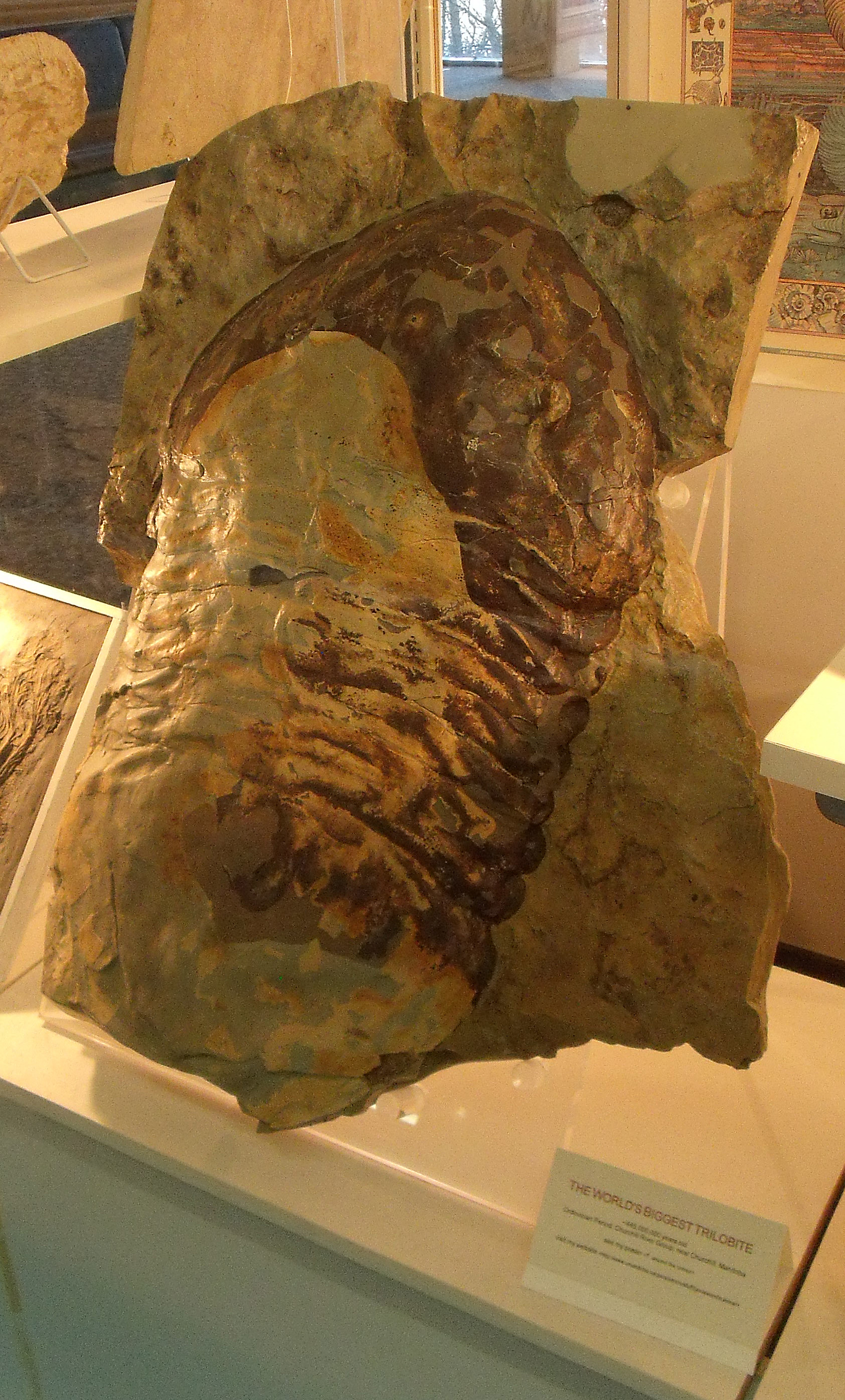
북아메리카 오르도비스기 중부에서 상부 지층에서 발견되는 역사 상 가장 큰 삼엽충 이소텔루스 렉스(Isotelus rex)의 캐스트.

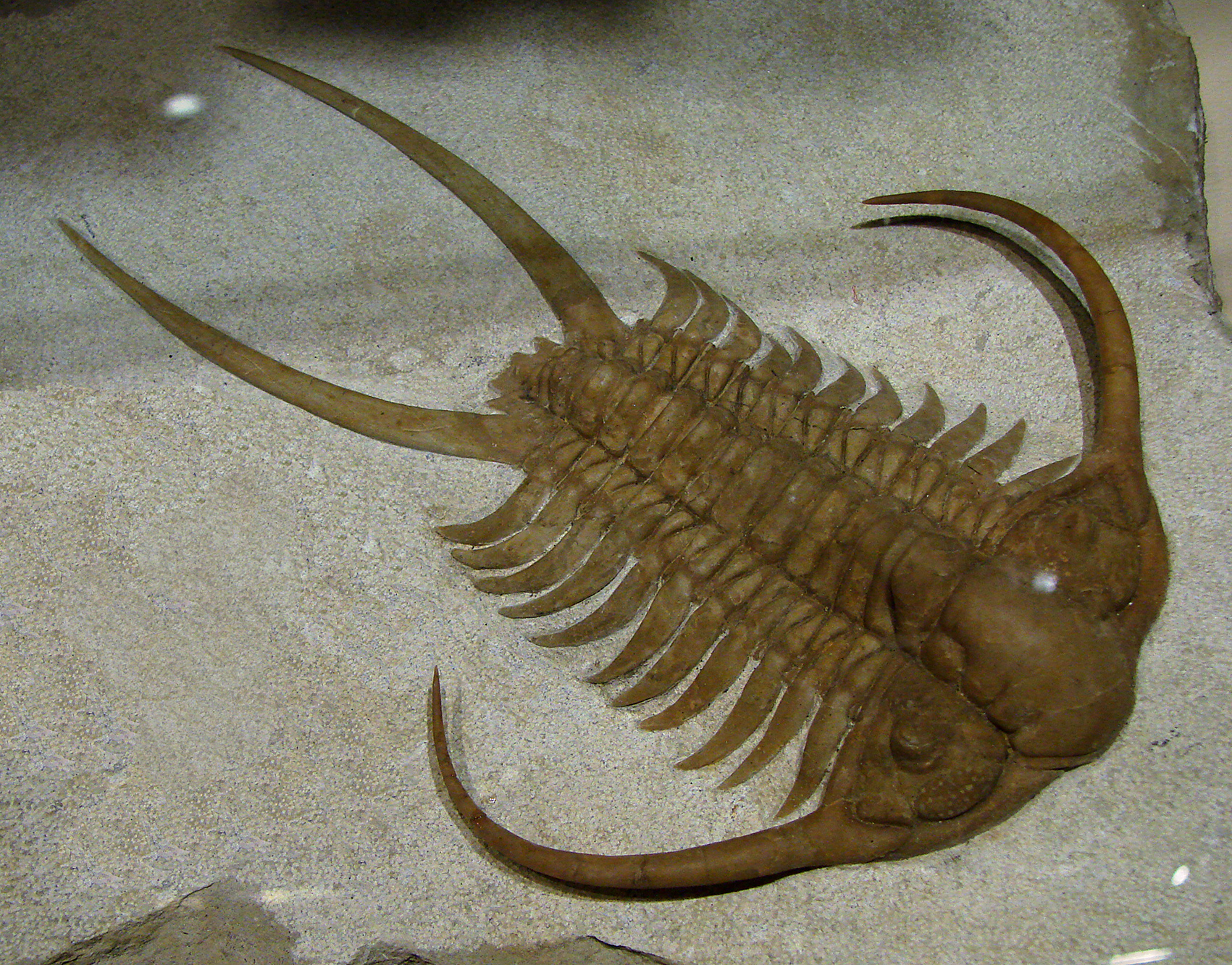
오르도비스기 중기 러시아의 볼코프 강에서 발견되는 케이루루스(Cheirurus sp.)

오르도비스기 전기에는 무관절류 완족동물, 태형동물, 이매패류, 극피동물, 그리고 필석류 등이 폭발적으로 방산하였으며 많은 그룹들이 처음으로 화석 기록에 나타나기 시작했다. 삼엽충의 다양성은 캄브리아기에 정점에 도달한 것으로 보이지만, 오르도비스기의 방산 사건에서도 삼엽충은 여전히 중요한 자리를 차지하면서 오래된 캄브리아기의 삼엽충들을 대신하는 새로운 종류들이 나타났다. 파코피다와 트리누클레이오이드가 특징적인 형태로 고도로 분화되고 다양하며 대부분은 조상이 명확하지 않다. 파코피다와 기타 "새로운" 분지군들은 분명히 캄브리아기에 살았던 조상을 가지고 있었을 것이지만, 확실한 조상이 발견되지 않는 것은 새로운 형태가 매우 빠른 속도로 발달했다는 강력한 증거일 수 있다. 오르도비스기 동안 있었던 삼엽충 동물군 내에서의 변화들은 오르도비스기 말기 대량멸종의 전조였다고 할 수 있는데, 많은 수의 과들이 크게 영향받지 않고 실루리아기까지 계속 이어졌다.
오르도비스기의 삼엽충은 새로운 환경, 특히 초(reef)를 활용하는 데 성공적이었다. 하지만 오르도비스기 말의 대량멸종은 삼엽충에게도 영향을 끼쳤다. 트리누클레이오이드와 아그노스티다와 같이 성공적이었던 종류들이 멸종했다. 오르도비스기는 삼엽충들에게는 마지막으로 크게 번성했던 시기로 오르도비스기 이후에 새로운 형태들이 나타난 것은 얼마 되지 않는다. 이 이후의 삼엽충 진화는 크게 보면 오르도비스기 형태의 변주에 지나지 않는다. 오르도비스기 실루리아기 멸종 사건이 일어났을 때는 삼엽충의 활발한 방산은 멈추고 천천히 쇠퇴하는 것만 남아 있었다.
오르도비스기에 출현한 중요한 삼엽충 그룹들에는 다음과 같은 것들이 있다.
- 시클로피게(Cyclopyge, 오르도비스기 전기에서 후기)
- 셀레노펠티스(Selenopeltis, )오르도비스기 전기에서 후기
- 파라볼리나 (Parabolina, 오드로비스기 전기)
- 케이루루스 (Cheirurus, 오르도비스기 중기)
- 에오달만티나 (Eodalmanitina, 오르도비스기 중기)
- 트리누클레우스 (Trinucleus, 오르도비스기 중기)
- 트리아르투스 (Triarthus, 오르도비스기 후기)

#### 실루리아기와 데본기
틀:Stereo image

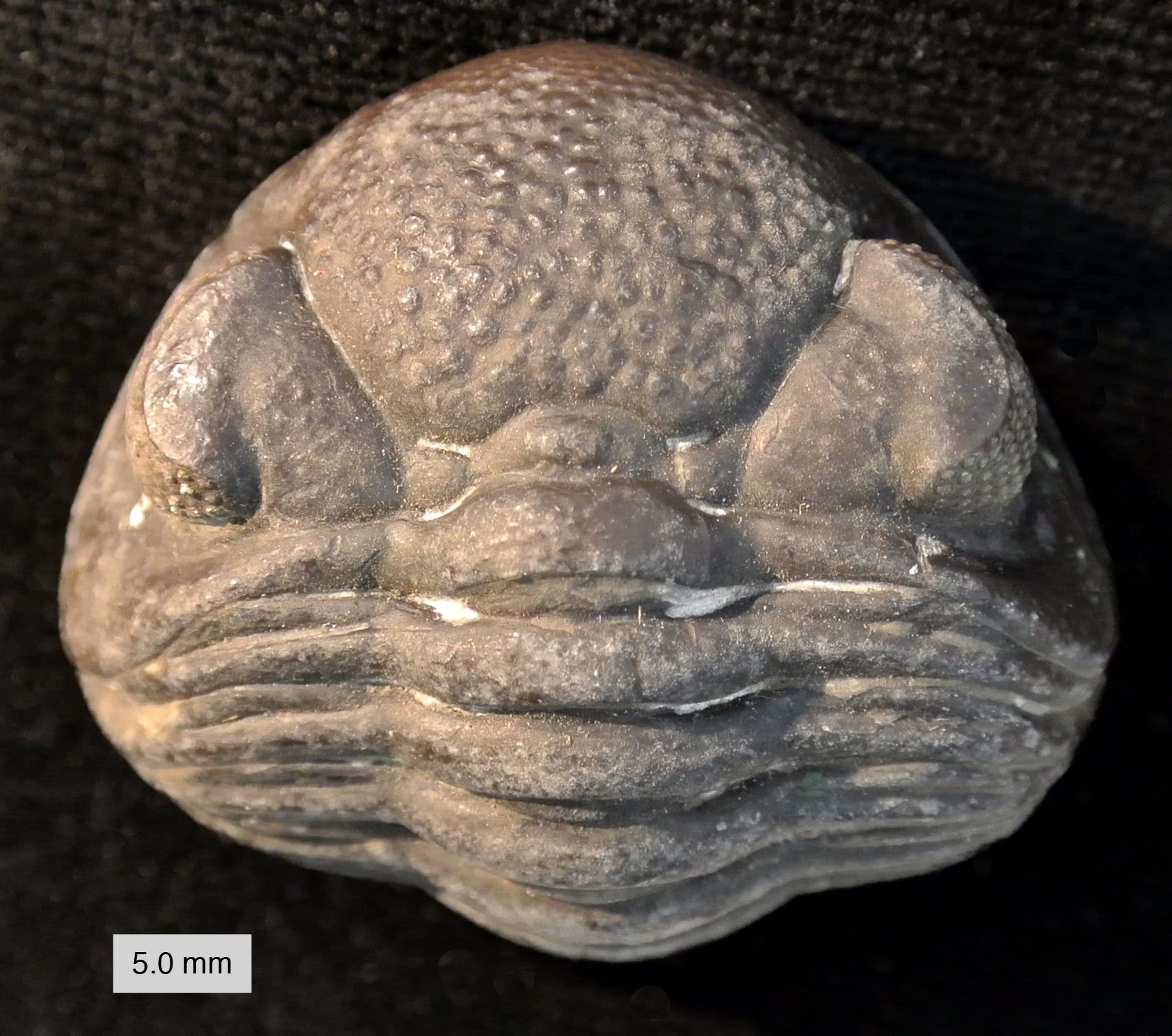
미국 오하이오주 데본기의 파코피다 삼엽충

대부분의 실루리아기 전기 삼엽충 과들은 오르도비스기 후기 삼엽충의 일부가 살아남은 것이다. 오르도비스기 전기의 삼엽충들은 오르도비스기 말이면 극히 일부를 제외하고는 거의 멸종했으나, 오르도비스기 후기에 우세했던 삼엽충들은 실루리아기까지 살아남았다. 오르도비스기 후기의 삼엽충들이 실루리아기 이후의 삼엽충의 거의 대부분을 차지하는데, 딱 하나의 예외는 하르페티다목이다.
실루리아기와 데본기의 삼엽충 군집은 얼핏 보기에는 오르도비스기의 삼엽충 군집과 비슷해 보인다. 리키다와 파코피다 삼엽충(잘 알려진 칼리메니나를 포함하여)들이 주를 이룬다. 하지만 몇몇 특징적인 형태는 데본기 이후까지 지속되지 못했으며 그때까지 남아 있던 삼엽충의 거의 대부분은 데본기 중기와 말기에 데본기말 멸종 때 사라지고 만다. 세 개의 목, 다섯 개의 과를 제외하면 모두 해수면 변화와 산화환원 평형 붕괴의 조합에 의해 멸절되었다(운석 충돌이 원인일 가능성이 제기되었다). 프로어티다목 하나만이 석탄기까지 살아남았다.
실루리아기와 데본기의 주요 삼엽충 그룹은 다음을 포함한다.
- 달마니테스 (Dalmanites, 실루리아기 전기에서 후기)
- 칼리메네 (Calymene, 실루리아기)
- 엔크리누루스 (Encrinurus, 실루리아기)
- 엑살라스피스 (Exallaspis, 실루리아기 중기에서 후기)
- 파랄레주루스 (Paralejurus, 데본기 전기)
- 리오하르페스 (Lioharpes, 데본기 중기)
- 파콥스 (Phacops, 데본기 중기에서 후기)

#### 석탄기와 페름기
프로이투스목은 석탄기를 지나 페름기 말까지 수백만 년 동안 살아남았다. 왜 프로이투스목만이 데본기를 살아남았는지는 알려져 있지 않다. 프로이투스목은 석탄기에 깊은 바다와 얕은 바다, 그리고 대륙붕 환경에도 모두 상대적으로 다양한 동물군을 유지했다. 수백만 년 동안 프로이투스목은 자신들의 생태적 지위를 안정적으로 유지하며 존재했다. 오늘날 이와 유사한 예로는 해백합들이 있는데, 이들은 대개 깊은 바다에서 사는 종들이다. 고생대에는 매우 많은 수의 해백합들이 얕은 연안 환경에서 서식했다.
석탄기와 페름기의 중요한 삼엽충 그룹들은 다음과 같다.
- 아르케고누스 (Archegonus, 석탄기 전기에서 중기)
- 헤스레리데스 (Hesslerides 석탄기 중기)
- 디토모피게 (Ditomopyge 석탄기 후기에서 페름기 후기)

#### 마지막 멸종
삼엽충이 정확히 왜 멸종했는지는 분명하지 않다. 삼엽충의 화석 기록 전반에 걸쳐 반복된 멸종 사건들 (그리구 그 후에 이어진 다양성 회복 과정) 을 살펴보면 몇몇 그럴 듯한 원인들의 조합을 찾을 수 있다. 데본기 말의 멸종 사건 이후, 살아남은 삼엽충의 다양성은 프로에티다 목에 국한된다. 줄어든 다양성으로 남은 속들은 얕은 바다에 국한되어 있었고 해수면이 급격히 낮아지면서(해퇴) 대륙붕의 서식지가 줄어들어 삼엽충이 쇠퇴하게 되었으며 그 후 페름기 멸종 사건이 일어났다. 페름기 멸종에는 수없이 많은 해양 생물들이 포함되어 있었기 때문에 3억 년 동안 성공적으로 생존해왔던 삼엽충의 멸종도 그리 놀라운 일은 아니다.

## 화석 분포

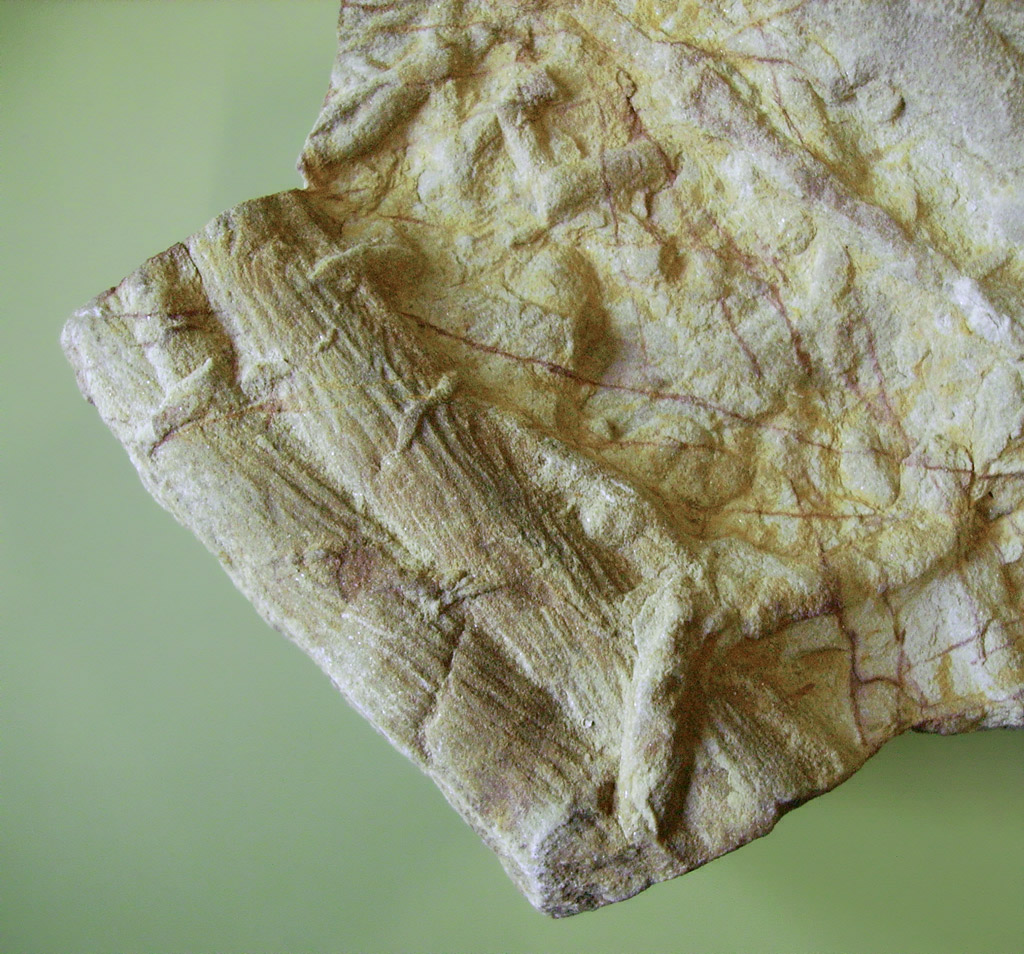
삼엽충의 이동흔적 화석인 크루지아나(Cruziana)

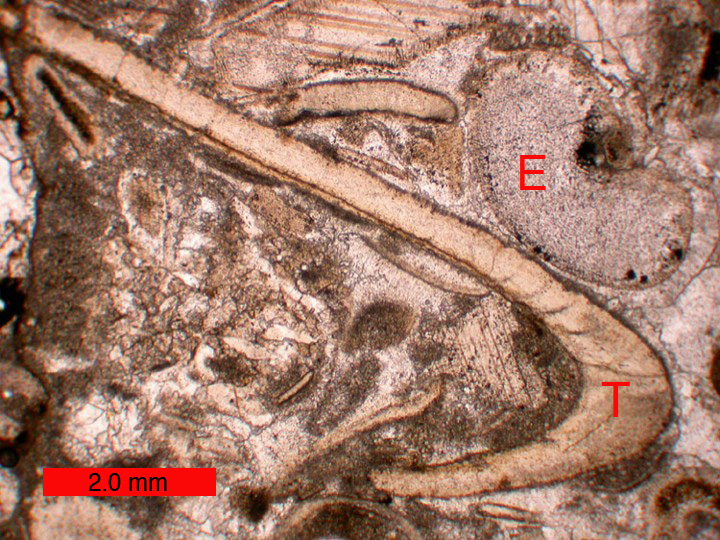
오르도비스기 석회암 박편의 삼엽충 골격(T)과 극피동물(E). 스케일바는 2mm.

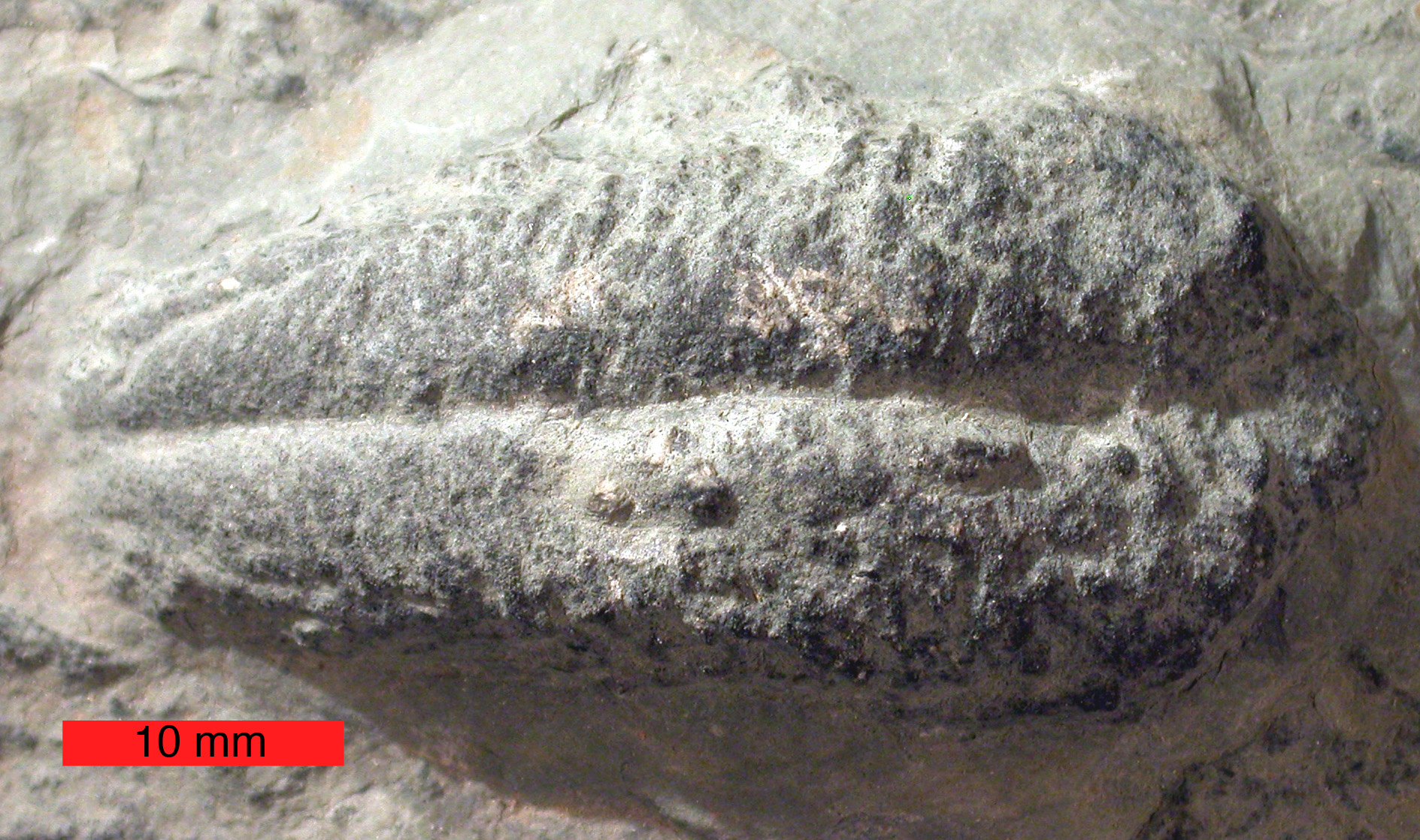
삼엽충이 머물렀던 흔적인 루소피쿠스(Rusophycus). 오하이오 남부의 오르도비스기 암석. 스케일바는 10mm.

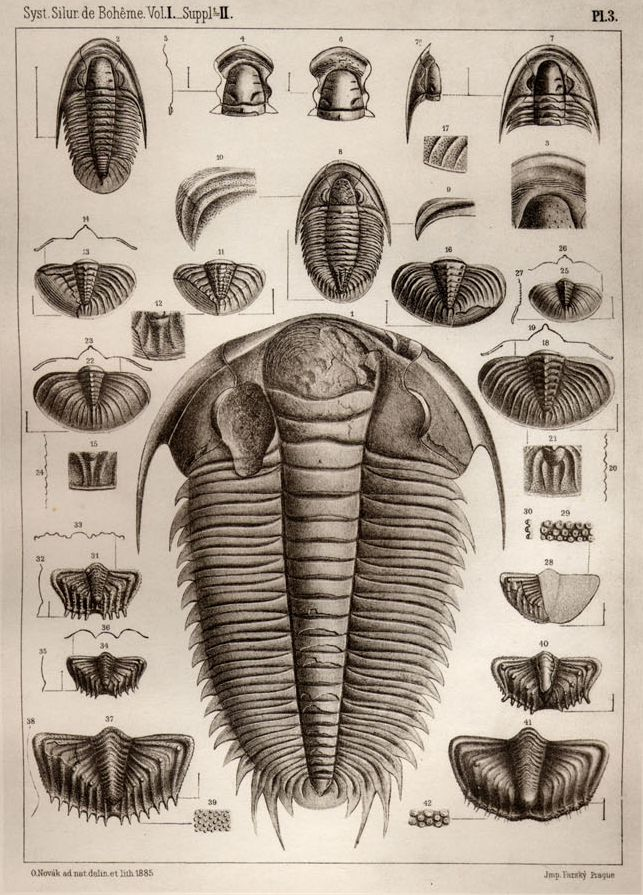
바란데의 연구서 보헤미아 중심부의 실루리아계 지층(Système silurien du centre de la Bohême) 에 실린 도판

삼엽충 화석이 항상 완족류, 해백합, 그리고 산호 등 염수에 사는 동물들의 화석이 있는 암석에서 발견되는 것으로 보아 삼엽충은 바다에만 서식했던 것으로 보인다. 삼엽충은 아주 얕은 바다에서부터 깊은 바다까지 넓은 범위의 해양 환경에서 발견된다. 완족류, 해백합, 그리고 산호와 마찬가지로 오늘날 모든 대륙에서 발견되며, 고생대의 화석을 찾을 수 있는 모든 고대의 바다에 서식하고 있었다. 삼엽충의 잔해는 몸 전체가 보존된 것에서부터 외골격의 조각에 이르기까지 다양한데, 삼엽충은 허물을 벗는 습성이 있어 이때 남겨진 외골격이 화석화되기도 했다. 추가로 해저에 살던 삼엽충이 남긴 이동흔적이 종종 흔적화석으로 보존되기도 했다.
삼엽충과 연관된 흔적화석은 크게 세 종류가 있다. 루소피쿠스(Rusophycus), 크루지아나(Cruziana) 그리고 디플리크니테스(Diplichnites)이다. 이런 흔적화석은 삼엽충이 살아서 해저를 돌아다닐 때의 흔적이 보존된 것이다. 루소피쿠스는 휴식을 취하던 흔적으로 삼엽충이 있던 자리가 움푹 파여 있고, 전진하는 움직임의 흔적은 거의 없어서 행동학적으로 해석하자면 휴식, 보호, 그리고 사냥의 흔적이라고 볼 수 있다. 크루지아나는 섭식활동의 흔적으로 퇴적물 가운데를 지나간 자국인데, 퇴적물섭식을 하면서 이동한 흔적이라고 생각된다. 다수의 디플리크니테스 화석은 삼엽충이 퇴적물의 표면을 걸어가면서 남긴 흔적으로 생각된다. 하지만 유사한 흔적화석이 담수환경 뿐 아니라 고생대 이후의 퇴적층에서도 발견되기 때문에 삼엽충의 흔적이 아닐 수도 있으므로 주의해야 한다.
삼엽충 화석은 전세계적으로 발견되며 수천 종이 알려져 있다. 이들은 지질학적인 시간에서 매우 빨리 나타났고, 다른 절지동물처럼 허물을 벗었기 때문에 매우 훌륭한 표준화석이다. 지질학자들은 삼엽충 화석이 발견되는 것을 보고 암석의 연대를 측정할 수 있다. 또 삼엽충은 사람들로부터 널리 주목을 받게 된 최초의 화석들 중 하나이며 매 년 새로운 종들이 발견되곤 한다.
영국에서 삼엽충 화석으로 유명한 지역은 웨스트미들랜드주 더들리에 위치한 렌의 둥지로, 이곳의 실루리아기 웬록 층군에서 칼리메네 블루멘바크아이(Calymene blumenbachi)가 발견되었다. 이 삼엽충은 마을의 문장에도 등장하며 지금은 폐쇄된 석회암 채석장에서 일하던 인부들로부터 더들리 벌레, 혹은 더들리 메뚜기라는 이름을 얻었다. 웨일스 포이스의 랜드린도드웰스도 삼엽충 산지로 유명하다. 엘라티아 킹아이(Elrathia kingi)는 유타주의 캄브리아기 휠러 셰일에서 많이 발견된다.
환상적으로 보존된 삼엽충 화석에서는 종종 연질부 (다리, 아가미, 촉수 등) 가 발견된다. 이런 화석들이 발견되는 장소로는 캐나다 브리티시컬럼비아(캄브리아기의 버제스 셰일 및 유사한 지역들), 미국의 뉴욕주 (뉴욕주 러시아 부근 오르도비스기의 월콧-러스트 채석장과 뉴욕주 롬 부근의 비처의 삼엽충 지층, 중국 (청장 부근의 하부 캄브리아기 지층인 마오티엔샨 셰일), 독일 (분덴바흐 부근 데본기의 훈스뤽 슬레이트), 그리고 이보다는 덜 풍부하지만 유타 주의 삼엽충이 많이 발견되는 지층 (휠러 셰일 및 여타 지층들), 온타리오, 그리고 마누엘스강, 뉴펀들랜드와 라브라도르 등이 있다.
프랑스 고생물학자인 요아킴 바란데 (1799-1883)는 보헤미아 지방의 캄브리아기, 오르도비스기 및 실루리아기 삼엽충에 대한 기념비적인 연구를 1852년에 "보헤미아 중심부의 실루리아계 지층"이라는 책의 첫번째 권으로 출판했다.
한국의 경우, 조선 누층군 직운산층과 마차리층 등에서 삼엽충 화석이 산출된다. 해당 문서 참조.

## 중요성
나일스 엘드리지의 웨일스-잉글랜드 경계 지역 고생대 삼엽충에 대한 연구는 단속평형설을 진화의 한 기작으로 형식화하고 검증하는데 중심적인 역할을 했다.
북아메리카와 유럽에 '대서양' 삼엽충 동물군과 '태평양' 삼엽충 동물군이 별도로 존재한다는 것은 이아페투스해의 폐쇄를 암시하며 (이아페투스 봉합선이 만들어짐) 따라서 대륙이동설의 중요한 증거가 된다.
삼엽충은 캄브리아기 초기의 화석 기록에서 알려진 후생생물 중 가장 다양한 그룹이기 때문에, 캄브리아기 대폭발로 알려진 시기의 종분화 속도를 추정하는 데 중요하다.
삼엽충은 캄브리아기의 층서학에 있어서 매우 훌륭한 지시자(marker)이다. 앨리멘터리 프로소폰을 지니고 꼬리가 머리보다 작은 삼엽충이 발견되었다면 그것은 캄브리아기 전기의 지층이다. 캄브리아기의 층서학은 대부분 삼엽충 화석을 지시자로 사용하는 기반 위에 구축되어 왔다.

## 계통발생
다음은 절지동물의 계통도이다.
|          | 협각아문                                                                                |
|          |                                                                                         |
|          | † 대협강                                                                                |
|          |                                                                                         |
|          | † 우지동물: 삼엽충 등                                                                   |
|          |                                                                                         |
|          | † 이속시스목                                                                            |
|          |                                                                                         |
| 대악동물 | \| \| †히메노카리나목 \| \| \| \| \| \| 다지아문 \| \| \| \| \| \| 범갑각류 \| \| \| \| |
|          | \| \| †히메노카리나목 \| \| \| \| \| \| 다지아문 \| \| \| \| \| \| 범갑각류 \| \| \| \| |
|          | †히메노카리나목                                                                         |
|          |                                                                                         |
|          | 다지아문                                                                                |
|          |                                                                                         |
|          | 범갑각류                                                                                |
|          |                                                                                         |

|  | †히메노카리나목 |
|  |                 |
|  | 다지아문        |
|  |                 |
|  | 범갑각류        |
|  |                 |

|          | 협각아문                                                                                |
|          |                                                                                         |
|          | † 대협강                                                                                |
|          |                                                                                         |
|          | † 우지동물: 삼엽충 등                                                                   |
|          |                                                                                         |
|          | † 이속시스목                                                                            |
|          |                                                                                         |
| 대악동물 | \| \| †히메노카리나목 \| \| \| \| \| \| 다지아문 \| \| \| \| \| \| 범갑각류 \| \| \| \| |
|          | \| \| †히메노카리나목 \| \| \| \| \| \| 다지아문 \| \| \| \| \| \| 범갑각류 \| \| \| \| |
|          | †히메노카리나목                                                                         |
|          |                                                                                         |
|          | 다지아문                                                                                |
|          |                                                                                         |
|          | 범갑각류                                                                                |
|          |                                                                                         |

|  | †히메노카리나목 |
|  |                 |
|  | 다지아문        |
|  |                 |
|  | 범갑각류        |
|  |                 |

|          | 협각아문                                                                                |
|          |                                                                                         |
|          | † 대협강                                                                                |
|          |                                                                                         |
|          | † 우지동물: 삼엽충 등                                                                   |
|          |                                                                                         |
|          | † 이속시스목                                                                            |
|          |                                                                                         |
| 대악동물 | \| \| †히메노카리나목 \| \| \| \| \| \| 다지아문 \| \| \| \| \| \| 범갑각류 \| \| \| \| |
|          | \| \| †히메노카리나목 \| \| \| \| \| \| 다지아문 \| \| \| \| \| \| 범갑각류 \| \| \| \| |
|          | †히메노카리나목                                                                         |
|          |                                                                                         |
|          | 다지아문                                                                                |
|          |                                                                                         |
|          | 범갑각류                                                                                |
|          |                                                                                         |

|  | †히메노카리나목 |
|  |                 |
|  | 다지아문        |
|  |                 |
|  | 범갑각류        |
|  |                 |

|          | 협각아문                                                                                |
|          |                                                                                         |
|          | † 대협강                                                                                |
|          |                                                                                         |
|          | † 우지동물: 삼엽충 등                                                                   |
|          |                                                                                         |
|          | † 이속시스목                                                                            |
|          |                                                                                         |
| 대악동물 | \| \| †히메노카리나목 \| \| \| \| \| \| 다지아문 \| \| \| \| \| \| 범갑각류 \| \| \| \| |
|          | \| \| †히메노카리나목 \| \| \| \| \| \| 다지아문 \| \| \| \| \| \| 범갑각류 \| \| \| \| |
|          | †히메노카리나목                                                                         |
|          |                                                                                         |
|          | 다지아문                                                                                |
|          |                                                                                         |
|          | 범갑각류                                                                                |
|          |                                                                                         |

|  | †히메노카리나목 |
|  |                 |
|  | 다지아문        |
|  |                 |
|  | 범갑각류        |
|  |                 |

|          | 협각아문                                                                                |
|          |                                                                                         |
|          | † 대협강                                                                                |
|          |                                                                                         |
|          | † 우지동물: 삼엽충 등                                                                   |
|          |                                                                                         |
|          | † 이속시스목                                                                            |
|          |                                                                                         |
| 대악동물 | \| \| †히메노카리나목 \| \| \| \| \| \| 다지아문 \| \| \| \| \| \| 범갑각류 \| \| \| \| |
|          | \| \| †히메노카리나목 \| \| \| \| \| \| 다지아문 \| \| \| \| \| \| 범갑각류 \| \| \| \| |
|          | †히메노카리나목                                                                         |
|          |                                                                                         |
|          | 다지아문                                                                                |
|          |                                                                                         |
|          | 범갑각류                                                                                |
|          |                                                                                         |

|  | †히메노카리나목 |
|  |                 |
|  | 다지아문        |
|  |                 |
|  | 범갑각류        |
|  |                 |

|          | 협각아문                                                                                |
|          |                                                                                         |
|          | † 대협강                                                                                |
|          |                                                                                         |
|          | † 우지동물: 삼엽충 등                                                                   |
|          |                                                                                         |
|          | † 이속시스목                                                                            |
|          |                                                                                         |
| 대악동물 | \| \| †히메노카리나목 \| \| \| \| \| \| 다지아문 \| \| \| \| \| \| 범갑각류 \| \| \| \| |
|          | \| \| †히메노카리나목 \| \| \| \| \| \| 다지아문 \| \| \| \| \| \| 범갑각류 \| \| \| \| |
|          | †히메노카리나목                                                                         |
|          |                                                                                         |
|          | 다지아문                                                                                |
|          |                                                                                         |
|          | 범갑각류                                                                                |
|          |                                                                                         |

|  | †히메노카리나목 |
|  |                 |
|  | 다지아문        |
|  |                 |
|  | 범갑각류        |
|  |                 |

|          | 협각아문                                                                                |
|          |                                                                                         |
|          | † 대협강                                                                                |
|          |                                                                                         |
|          | † 우지동물: 삼엽충 등                                                                   |
|          |                                                                                         |
|          | † 이속시스목                                                                            |
|          |                                                                                         |
| 대악동물 | \| \| †히메노카리나목 \| \| \| \| \| \| 다지아문 \| \| \| \| \| \| 범갑각류 \| \| \| \| |
|          | \| \| †히메노카리나목 \| \| \| \| \| \| 다지아문 \| \| \| \| \| \| 범갑각류 \| \| \| \| |
|          | †히메노카리나목                                                                         |
|          |                                                                                         |
|          | 다지아문                                                                                |
|          |                                                                                         |
|          | 범갑각류                                                                                |
|          |                                                                                         |

|  | †히메노카리나목 |
|  |                 |
|  | 다지아문        |
|  |                 |
|  | 범갑각류        |
|  |                 |

|          | 협각아문                                                                                |
|          |                                                                                         |
|          | † 대협강                                                                                |
|          |                                                                                         |
|          | † 우지동물: 삼엽충 등                                                                   |
|          |                                                                                         |
|          | † 이속시스목                                                                            |
|          |                                                                                         |
| 대악동물 | \| \| †히메노카리나목 \| \| \| \| \| \| 다지아문 \| \| \| \| \| \| 범갑각류 \| \| \| \| |
|          | \| \| †히메노카리나목 \| \| \| \| \| \| 다지아문 \| \| \| \| \| \| 범갑각류 \| \| \| \| |
|          | †히메노카리나목                                                                         |
|          |                                                                                         |
|          | 다지아문                                                                                |
|          |                                                                                         |
|          | 범갑각류                                                                                |
|          |                                                                                         |

|  | †히메노카리나목 |
|  |                 |
|  | 다지아문        |
|  |                 |
|  | 범갑각류        |
|  |                 |

풍부한 화석 기록과 전세계에 걸쳐 기록된 수천 개의 속에도 불구하고 삼엽충의 분류와 계통발생은 많은 부분이 불확실한 채로 남아 있다. 아마도 파코피다목과 리키다목 (이 둘은 오르도비스기 초기에 처음 나타났다)의 삼엽충을 제외하면 열한 개의 삼엽충 목 중 아홉 개는 캄브리아기가 끝나기 전에 등장했다. 대부분의 과학자들은 레드리키다목, 정확히는 레드리키나아목에 아마도 아그노스티나를 제외한 다른 모든 목들의 공통조상이 포함되어 있다고 믿는다. 문헌에서는 계통발생과정의 가능성이 여럿 제시되어 있으나 대부분은 레드리키나 아목에서 코리넥소키다목과 프티코파리다목이 캄브리아기 전기에 발생했고, 리키다목은 레드리키다 혹은 코리넥소키다목에서 캄브리아기 중기에 발생한 것으로 본다. 프티코파리다목은 삼엽충 분류에서 가장 문제가 많은 목이다. 1959년의 무척추고생물학 트리티즈에서는 현재 프티코파리다목, 아사피다목, 프로에티다목, 그리고 하르페티다목으로 분류되는 삼엽충들이 모두 프티코파리다목으로 묶여 있다. 리브로스토마 아강 (subclass Librostoma) 이 이들 목을 통칭하기 위해 1990년에 확립되었다. 이들이 공유하는 조상형질은 히포스톰(hypostome)이 두블류어(doublure)와 분리되어 있다는 것이다. 아홉 개의 삼엽충 목 중에서 가장 최근에 만들어진 것은 하르페티다목으로, 2002년에 확립되었다. 파코피다목의 조상은 불분명하다.

## 다른 분류군과의 관계
연질부의 구조가 알려지고 나서 삼엽충은 처음에는 갑각류와 가까운 관계로 간주되었다. 하지만 이 관점은 이후 선호되지 않는 이론이 되었다. 협각류와의 근연관계가 거미형류(Arachnomorpha)라는 이름의 분지군으로 상당 기간 동안 인기있는 이론이었다. 대악류(Mandibulata)의 줄기군이라고 보는 것이 더 타당한 대안일 수도 있다.

## 형태
삼엽충이 발견되면 몇몇 장소를 제외하고는 거의 대부분의 장소에서 외골격만이 (종종 불완전한 상태로) 보존되어 있다. 몇몇 장소 (라거슈태텐) 만이 연질부 (다리, 아가미, 근육, 그리고 소화관) 와 여타 구조들의 흔적 (눈 구조의 세세한 디테일 등) 을 외골격과 함께 보존하고 있다.
삼엽충의 크기는 1–2 mm에서 72 cm까지 다양하며 대개는 3–10 cm 정도이다. 세계에서 가장 큰 삼엽충인 이소텔루스 렉스(Isotelus rex)를 1998년에 캐나다의 과학자들이 허드슨만 해변에 있는 오르도비스기 암석에서 발견했다.

삼엽충의 몸은 크게 세 부분 (체절)으로 나뉜다. 1 - 머리, 2 - 가슴, 3 - 꼬리. 삼엽충이라는 이름은 몸이 세 개의 긴 엽(葉 lobe)으로 이루어져 있어서 붙은 것이다. 4 - 오른쪽 가슴엽(pleural lobe), 5 - 중심축엽(axial lobe), 6 - 왼쪽 가슴엽. 촉수와 다리는 이 그림에 표시되지 않았다.

외골격은 방해석과 키틴 단백질 격자 내부의 인산칼슘광물로 이루어져 삼엽충의 위쪽 표면 (등면)을 덮고 있으며 아래쪽 가장자리 역시 조금씩 말린 형태로 덮어 이것을 "두블류어" 라고 부른다. 몸을 이루는 세 개의 "체절"은 머리(cephalon), 가슴(thorax), 그리고 꼬리(pygidium)이다.

### 용어
5000 개 이상의 속을 지니고 있는 동물 그룹이라는 것에서 짐작할 수 있듯이, 삼엽충의 형태와 기재는 매우 복잡하다. 하지만 형태적인 복잡성과 높은 수준의 분류가 불확실함에도 불구하고 삼엽충을 다른 절지동물과 구분하는 몇몇 특징들이 있다. 전반적으로 타원형에 가깝고, 등쪽을 덮는 키틴질의 외골격은 긴 방향으로 세 개의 뚜렷한 엽 (여기에서 삼엽충이라는 이름이 왔다)으로 구분된다. 뚜렷하고 상대적으로 큰 머리부분은 축부분을 중심으로 가슴과 연결되는데 가슴에는 가로로 긴 여러 개의 마디들로 구성되어 있으며 마디들 중 가장 뒤쪽에 있는 것은 몸의 끝부분을 덮는 꼬리(pygidium)와 하나로 연결되어 있다. 삼엽충 분류군들 간의 차이를 기술할 때 머리부분 특징의 존재여부, 크기, 그리고 모양이 자주 언급된다.
탈피기에 외골격은 보통 머리와 가슴 사이가 갈라지게 되는데 이것이 많은 삼엽충 화석이 머리, 혹은 가슴만으로 구성되어 있는 이유이기도 하다. 대부분의 그룹에서 머리 부분의 얼굴 봉합선이 탈피를 돕는다. 바닷가재나 게와 마찬가지로 삼엽충은 탈피 후 새로운 외골격이 굳어지기 전에 물리적으로 "성장"했을 것이다.

### 머리
삼엽충의 머리는 형태적으로 복잡하고 매우 변화가 많다. 미간 (삼엽충)은 돔 구조를 형성하며 그 아래에는 "모이주머니" 혹은 "위장"이 위치한다. 일반적으로 외골격은 배쪽(ventral)에 별다른 구조를 가지고 있지 않지만 머리 부분에는 근육이 붙었던 자리와 다른 절지동물의 배면판(ventral plate)과 비교될 수 있는 작고 단단한 판인 히포스톰(hypostome)이 보존되는 경우가 간혹 있다. 이빨이 없는 입, 그리고 위장은 히포스톰 위쪽에 있고, 입은 뒤쪽을 향한 모양으로 히포스톰의 끝부분에 위치하고 있다.
히포스톰의 형태는 매우 변화가 심하다. 어떤 경우에는 광물질화되지 않는 막으로 외골격과 연결되며(natant), 어떤 경우에는 외곽선이 위쪽에 위치한 미간(glabella)과 매우 유사한 형태로 앞쪽의 두블류어와 직접 연결되며(conterminant), 어떤 경우에는 앞쪽의 두블류어와 연결되지만 미간과는 현저히 다른 외곽선을 가진다(impendent). 히포스톰의 형태와 위치에는 많은 변이가 있다는 것이 알려져있다. 미간과 머리 옆쪽 가장자리의 크기는 히포스톰의 변이와 함께 생활형태, 섭식방법, 특정한 생태적 지위 등과 연결되어 왔다.
하르페티다에서는 머리의 앞쪽과 옆쪽 가장자리가 매우 크게 확대되어 있으며 다른 종에서는 미간의 앞부분이 불룩하게 튀어나와 있는 것이 보존되어 있으면 알주머니라고 생각되어왔다. 아주 복잡한 겹눈 역시 머리부분의 특징이다.

#### 얼굴 봉합선(Facial suture)
얼굴, 혹은 머리 봉합선은 삼엽충 머리의 자연적으로 갈라지는 부분을 나타내는 선이다. 얼굴 봉합선은 삼엽충이 탈피 중에 오래된 외골격을 벗는 데 도움을 주는 것으로 알려져 있다.
캄브리아기 전기가 끝날 무렵 멸종된 올레넬리나 아목의 모든 종들은 (팔로타스피스, 네바디아, 주도미아, 그리고 올레넬루스 등) 얼굴 봉합선을 가지고 있지 않았다. 이들은 얼굴 봉합선이 생겨나기 전에 진화한 것으로 보인다. 다른 원시적인 특징들과 더불어 얼굴 봉합선이 없다는 것을 볼 때 이들은 삼엽충의 가장 원시적인 형태라고 생각된다.
후대의 삼엽충 중 어떤 것은 이차적으로 얼굴 봉합선이 없어진 종류도 있다. 서로 다른 종들에서 발견되는 다양한 종류의 봉합선은 삼엽충의 분류와 계통발생 연구에 널리 이용된다.

##### 배봉합선(위쪽 봉합선, Dorsal sutures)
삼엽충 머리(가장 앞쪽의 체절)의 윗면은 크게 두 부분으로 나눌 수 있다. 두개(cranidium)와 자재볼(free cheek)이다. 두개는 다시 두안(머리의 중심엽)과 고정볼(fixed cheek)로 나뉜다. 얼굴봉합선은 앞쪽 가장자리에서 시작해 두개와 자유볼 사이를 가른다.
삼엽충 위쪽의 얼굴봉합선은 볼의 귀퉁이(머리의 후면과 측면이 만나는 부분)와 어떻게 만나느냐에 따라 크게 다섯 가지의 형태로 나뉜다.
- 부재형(absent) - 올레넬리나에는 얼굴 봉합선이 없다. 이 형태는 원시적인 것으로 간주되며 이 경우 항상 눈이 존재한다.
- 앞뺨형(전협형. proparian) - 얼굴봉합선이 뺨 귀퉁이의 앞쪽에서 측면 경계와 만나면서 끝난다.[56] 이런 형태의 봉합선을 가지고 있는 속으로는 파코피나(파코피다)의 달마니테스(Dalmanites)와 에오디스키나(아그노스티다)의 에퀴파게티아(Ekwipagetia)가 있다.
- 각진 앞뺨형(각전협형. Gonatoparian) - 얼굴봉합선이 뺨 귀퉁이와 만난다.[58] 이런 형태의 봉합선을 가진 속 단위 분류군으로는 칼리메니나(파코피다목)의 칼리메네(Calymene)와 트리메루스(Trimerus) 등이 있다.[55]
- 뒷뺨형(후협형. Opisthoparian) - 얼굴봉합선이 머리의 뒤쪽 경계와 만나면서 끝난다.[55] 이런 형태의 봉합선을 보여주는 속에는 올레니나(프티코파리다)의 펠투라, 일라에니나(코리넥소키다)의 부마스투스(Bumastus) 등이 있다. 가장 흔한 봉합선 형태이다.[55]
- 차아뺨형(가협형. Hypoparian) 혹은 결여형(marginal) - 어떤 삼엽충들은 봉합선을 후에 잃기도 했다. 일련의 삼엽충 종들을 시간순으로 나열해 보면 등쪽 봉합선이 점차 이동해 봉합선 전체가 머리의 경계부와 하나가 되는 것을 볼 수 있다.[56] 눈의 표면이 점차 작아지는 자유볼에 잇닿아 있기 때문에 낱눈의 수가 점차 적어지는 경향을 보이며 결국 눈이 사라지게 된다. 위쪽 봉합선의 소멸은 전협형에서부터 기인하는 것일 수 있는데, 예를 들면 웨이모우티아(Weymouthia) 같은 에오디스키나 종류나 아그노스티나 전체, 그리고 두크티나(Ductina) 같은 일부 파코피나 삼엽충들이 여기에 해당한다. 봉합선이 결여된(marginal) 형태는 하르페티다와 아사피다에서 볼 수 있는데 이 경우는 뒷뺨형 봉합선에서 발전한 것이다.[59] 반면, 눈이 없는 형태는 꼭 얼굴 봉합선이 없는 형태와 연결되어 나타나는 것은 아니다.

위쪽 봉합선의 원시적인 상태는 앞뺨형이다. 뒷뺨형 봉합선은 여러 차례 독자적으로 발달하였다. 앞뺨형 봉합선이 뒷뺨형 봉합선을 보유한 조상 분류군에서 나타난 예는 없다. 성충이 되었을 때 뒷뺨형 봉합선을 보이는 삼엽충은 유체 때 앞뺨형 봉합선을 가지는 경우가 많다. (윤나노케팔루스(Yunnanocephalus)와 두유나스피스(Duyunaspis) 등은 예외이다)  가협형 봉합선 역시 삼엽충의 여러 분류군에서 독자 출현하였다.
위쪽 표면의 봉합선이 삼엽충의 겹눈과 연결되는 데에도 두 가지 형태가 있다.
- 겹눈봉합선 - 겹눈의 주위를 둘러싸는 형태의 봉합선이다. 이런 봉합선을 가진 삼엽충은 허물을 벗을 때 눈의 전체 표면을 잃게 된다. 캄브리아기 삼엽충에서 흔히 볼 수 있다.
- 안검봉합선 - 겹눈의 위쪽 가장자리를 따라 얼굴봉합선의 일부를 이룬다.

##### 아래쪽 봉합선
위쪽 봉합선은 머리의 아래쪽으로 이어져 두블류어를 가르는 "연결 봉합선"이 된다. 아래쪽 봉합선의 형태로는 다음과 같은 것들이 있다.
- 연결봉합선(Connective sutures) - 은 얼굴봉합선이 머리의 앞쪽 경계를 지나 계속 이어진 봉합선을 말한다.
- 액각봉합선(Rostral suture) - 은 삼엽충이 액각(또는 이마뿔, 額角. rostrum or rostral plate)를 가지고 있을 때만 나타난다. 액각을 위쪽의 크라니디움(두개판) 앞쪽 부분과 연결하는 봉합선이다.
- 구하편봉합선(Hypostomal suture) - 은 구하편과 두블류어를 분리하는 봉합선으로 구하편이 부착되는 형태일 때 나타난다. 구하편이 따로 떨어져 있을 때(natant)는 나타나지 않는다. 두블류어와 구하편이 직접 연결되어 (conterminant) 아예 하나가 된(fused) 경우에도 나타나지 않는다.
- 중앙 봉합선(Median suture) - 은 아사피다 목의 삼엽충에서 볼 수 있는데, 연결 봉합선 형태 대신 위쪽에 있던 두 개의 봉합선이 머리 앞쪽에서 하나로 합쳐져 두블류어 가운데를 가로지르는 형태의 봉합선이다.

#### 액각(Rostrum)
액각 또는 액각판(rostrum or rostral plate)은 머리의 앞쪽에 위치한 두블류어의 한 부분이다. 두블류어의 나머지 부분과는 부리 봉합선으로 분리되어 있다.
파라독시데스(Paradoxides)와 같은 삼엽충이 허물을 벗을 때 부리는 두개가 자유볼과 분리될 때 삼엽충의 앞부분을 고정시켜 주는 역할을 한다. 몸을 둥글게 말 때 생기는 열린 공간으로 허물을 벗는 삼엽충이 빠져나가게 된다.
부리는 라크노스토마(Lachnostoma)와 같은 일부 삼엽충에서는 찾아볼 수 없다.

#### 하구체(Hypostome)

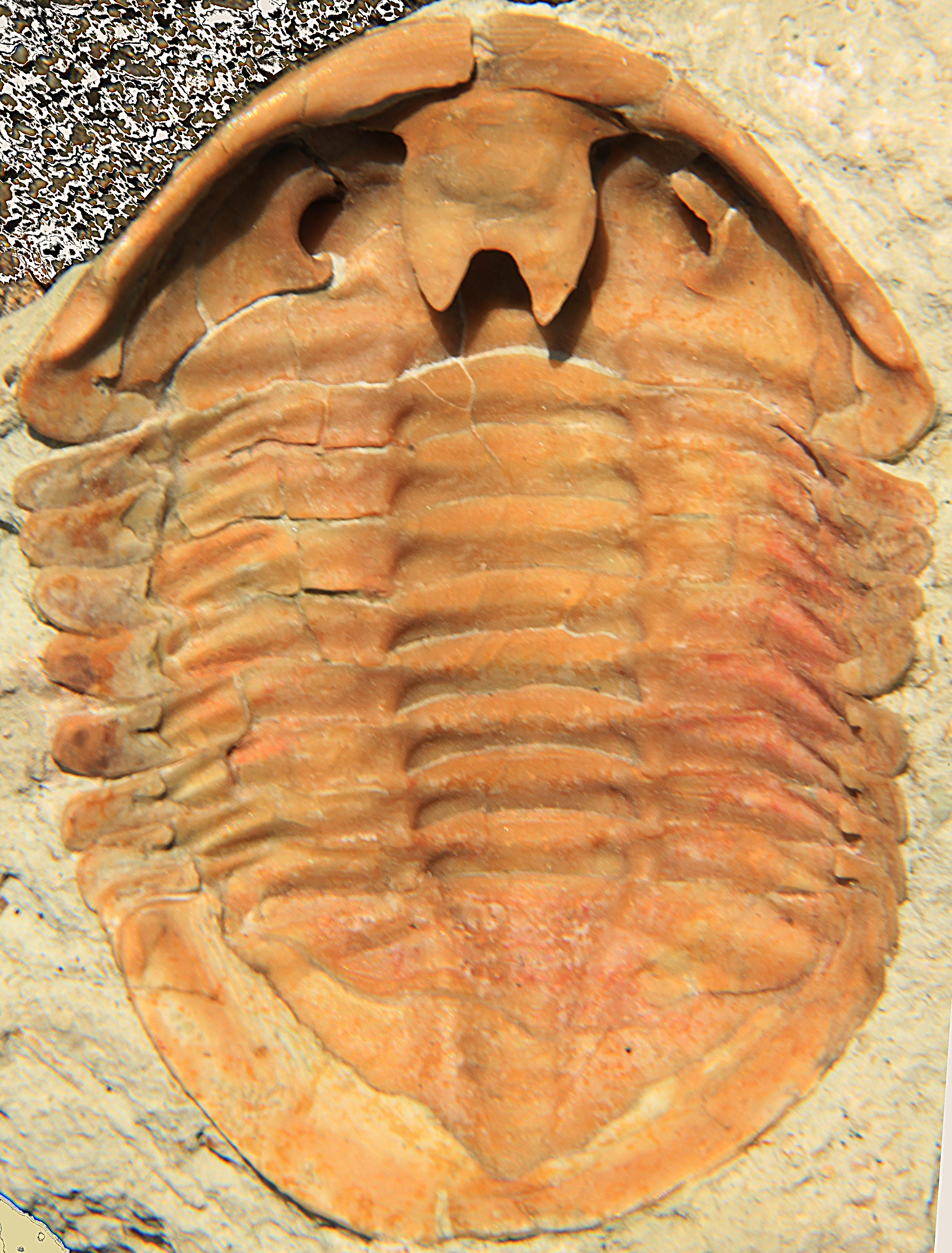
아래쪽에서 본 아사푸스 엑스판수스(Asaphus expansus)의 모습. 구하편의 부착 상태를 보여준다.

하구체는 머리의 아래쪽, 보통 미간의 바로 밑에서 볼 수 있는 삼엽충의 단단한 입 부분이다. 하구체는 부리에 부착되어 있는지 아닌지, 그리고 미간의 앞쪽 끝부분과의 상대적인 위치에 따라 세 가지 형태로 분류될 수 있다.
- 부유형(Natant) - 구하편이 두블류어와 떨어져 있으면서 구하편의 앞쪽 경계가 미간의 앞쪽 경계와 같은 위치에서 끝난다.
- 인접형(Conterminant) - 구하편이 두블류어의 액각판과 붙어 있다. 히포스톰의 앞쪽 경계가 미간의 앞쪽 경계와 같은 위치에서 끝난다.
- 급착형(impendent) - 구하편이 액각판과 붙어 있지만 미간의 앞쪽 경계와 일치하지 않는다.

아래의 그림은 이 세 가지 형태를 그림으로 나타낸 것이다. 두블류어는 밝은 회색, 머리의 안쪽 표면은 짙은 회색, 구하편은 하늘색, 미간의 외곽선은 붉은 점선으로 나타냈다.

### 가슴

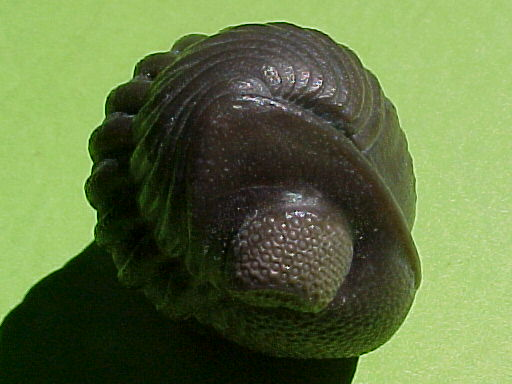
몸말기 상태인 파코피드 삼엽충 파콥스 라나(Phacops rana)

가슴은 머리와 꼬리의 사이에 있는 일련의 분절된 마디들이다. 마디의 개수는 2 개에서 103 개까지 다양하며 대개는 2 개에서 16 개 사이이다.
각 마디는 가운데의 축고리(axial ring)과 다리와 아가미를 보호하는 양쪽의 측판(pleurae)으로 이루어져 있다. 측판은 짧은 경우도 있고, 때로는 길게 연장되어 가시를 형성하기도 한다. 내돌기(apodeme)는 외골격의 아래쪽에 둥글게 튀어나온 것으로 대부분의 다리 근육이 여기에 부착된다. 일부 다리 근육은 외골격에 바로 부착되기도 한다. 가슴과 꼬리의 경계가 어디인지 결정하기가 쉽지 않은 경우도 있으며 이때문에 마디의 개수를 세는 것이 힘들어지기도 한다.
삼엽충 화석은 종종 자신을 보호하기 위해 현생 쥐며느리처럼 "몸말기"를 한 상태로 발견되기도 한다. 포식자들이 공략했던 절지동물 큐티클 층의 취약점을 방어하기 위해 몸말기를 이용했던 것으로 보인다.
어떤 삼엽충들은 완전히 닫힌 캡슐 형태를 이루기도 했고 (파콥스 같은 경우) 다른 삼엽충들은 측판에 긴 가시를 가지고 있는 경우도 있었으며 (셀레노펠티스 같은 경우), 측면에 빈틈이 있거나 꼬리가 작아서 (파라독시데스) 머리와 꼬리 사이에 빈 공간이 있는 경우도 있었다. 파콥스에서는 측판이 비스듬한 면을 덮어서 두블류어와 함께 완전히 닫힌 형태를 만들었다. 두블류어에는 판데리안 노치(notch) 혹은 각 마디에 튀어나온 구조가 있어 회전을 방지하며 밀봉상태를 만든다. 아그노스티드는 가슴에 두 개의 마디만을 가지고 있어서 몸을 말거나 다시 원래 상태로 돌아가기 위해서는 복잡한 형태의 근육이 필요하다.

### 꼬리
꼬리는 몇 개의 마디와 텔손이 합쳐져 형성된다. 꼬리에 있는 마디는 가슴에 있는 마디와 비슷하지만 (이분지형 다리 biramous limb를 가지고 있다) 각 마디가 따로 분리되어 있지는 않다. 삼엽충은 꼬리의 크기에 따라 꼬리가 머리보다 작은 형태 (micropygous), 꼬리가 머리보다 조금 작은 형태 (subisopygous), 머리와 꼬리의 크기가 같은 형태 (isopygous), 그리고 꼬리가 머리보다 큰 형태(macropygous)로 나눌 수 있다.

### 표면 장식 (prosopon)

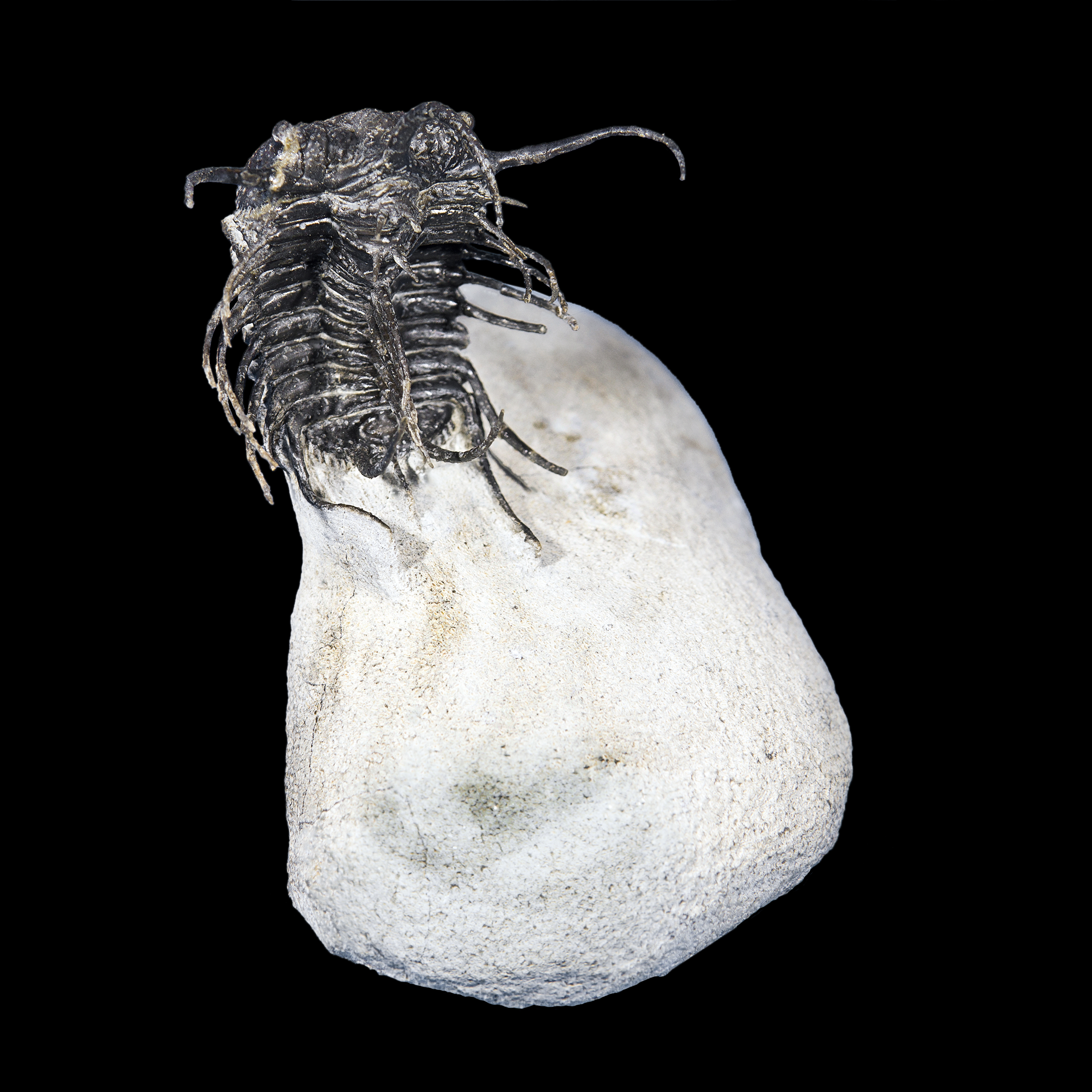
모로코 알니프의 데본기 하마르 라그다드 층에서 발견된 코네프루시아 브루톤아이(Koneprusia brutoni). 정교한 가시를 가진 종이다.

삼엽충의 외골격은 다양한 소규모의 구조물들을 표면 장식(prosopon)으로 가지고 있다. 표면장식에는 큐티클이 연장된 큰 구조물, 즉 측부의 속이 비어 있는 가시 같은 것은 포함되지 않지만 더 작은 규모의 특징들, 즉 골, 돔, 작은 파임, 융기, 구멍 등은 포함된다. 표면 장식의 용도는 분명하지 않지만 구조적 측면의 보강, 감각 기관 역할을 하는 작은 파임이나 털, 포식자의 공격으로부터의 보호, 몸말기를 했을 때 공기를 유지하는 역할 등이 있지 않을까 짐작하고 있다. 한 예로, 소화관 융기 네트워크 (alimentary ridge networks)는 캄브리아기의 삼엽충에서 흔히 볼 수 있는데 아마도 소화나 호흡에 사용되는 관 같은 것이 머리 등의 부위에 위치했던 것일 수 있다.

### 가시
리키다목의 삼엽충을 비롯해 많은 오르도비스기 이후 데본기 말까지의 삼엽충들이 정교한 형태의 가시를 가지고 있다. 이런 표본들은 모로코 알니프의 하마르 라그다드 층에서 많이 발견된다. 하지만 상업적으로 구할 수 있는 모로코 삼엽충들 중 많은 수가 심각한 위작 혹은 조작 등의 문제를 가지고 있다. 멋진 가시장식을 가진 삼엽충은 러시아 서부, 미국의 오클라호마, 그리고 캐나다의 온타리오 등에서도 발견된다.
어떤 삼엽충은 현생 딱정벌레와 비슷하게 머리에 뿔을 가지고 있다. 뿔의 크기와 위치, 그리고 모양을 보건대 이 뿔은 짝짓기 할 때 싸움에 사용되었던 것으로 보인다. 아사피다목의 라피오포리드과의 삼엽충이 알려진 예들 중 가장 먼저 이런 행동을 보인 것으로 생각된다.
가시의 다른 용도는 포식자로부터의 보호이다. 몸말기를 하고 있을 때 가시가 있으면 몸을 보호하는 데 더 도움이 되었을 것이다. 파코피드에 속하는 삼엽충 속인 왈리세롭스(Walliserops)는 멋진 삼지창 모양의 뿔을 가지고 있는데 이것 역시 포식자로부터 자신을 보호하는 데 이용되었을 수 있다.

## 연질부
연질부가 보존된 상태로 발견된 삼엽충은 21여 종에 불과하다. 따라서 어떤 특징들 (몸 뒤쪽의 촉수형태 꼬리는 올레노이데스 세라투스(Olenoides serratus)에서만 보존되었다) 은 전반적인 관계를 파악하기가 힘들다.

### 부속지

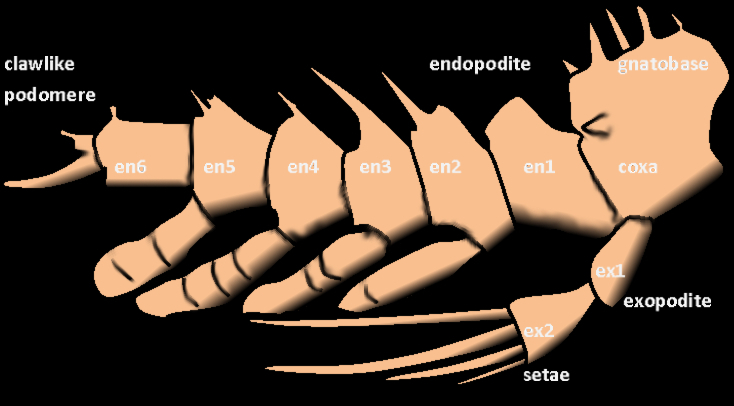
아그노스투스 피시포르미스(Agnostus pisiformis)의 이분지형(biramous) 다리 그림

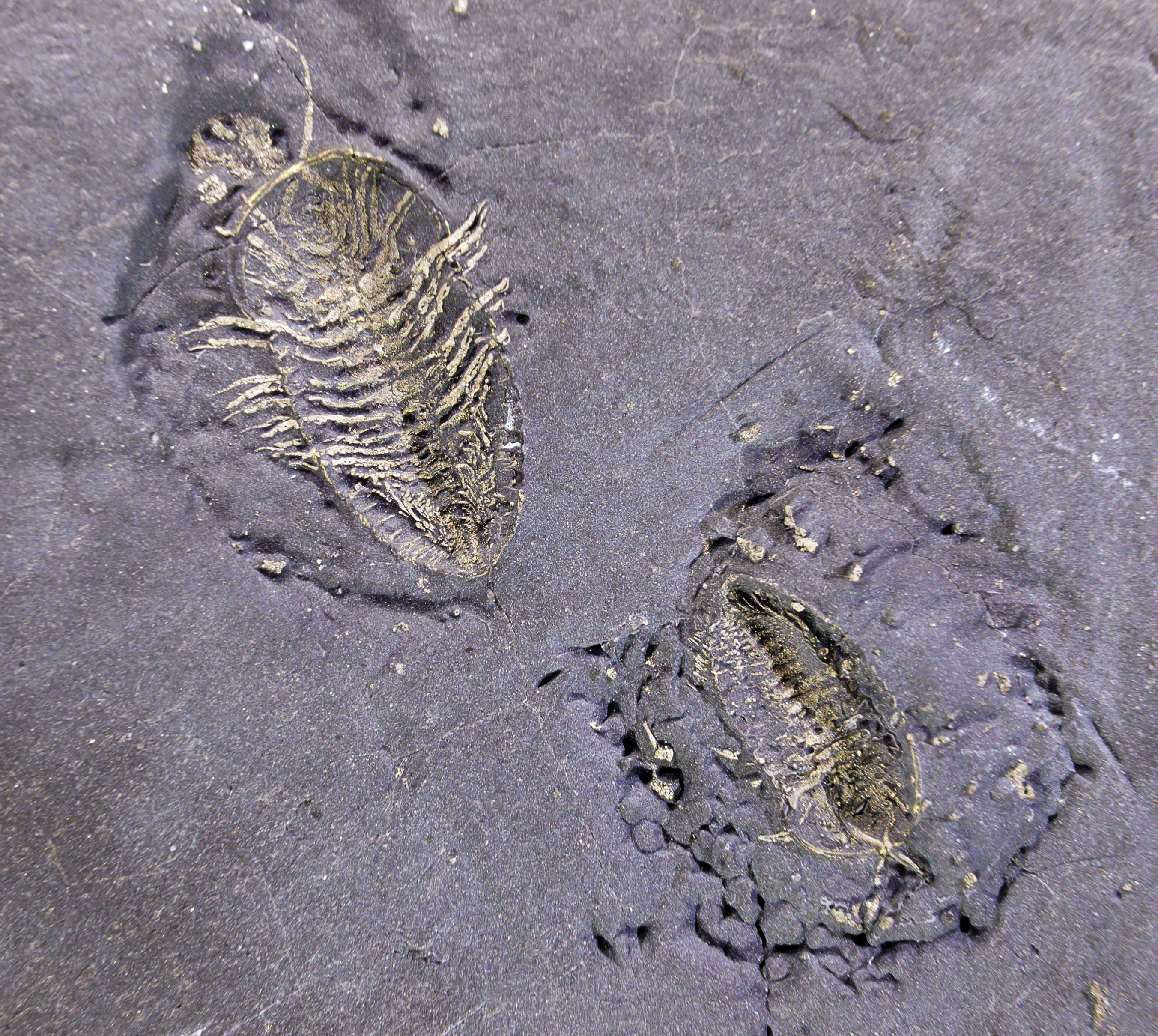
트리아르트루스 에아톤아이(Triarthrus eatoni)의 아래쪽 모습. 촉수와 이분지형 다리가 황철석으로 치환되어 보존되었다.

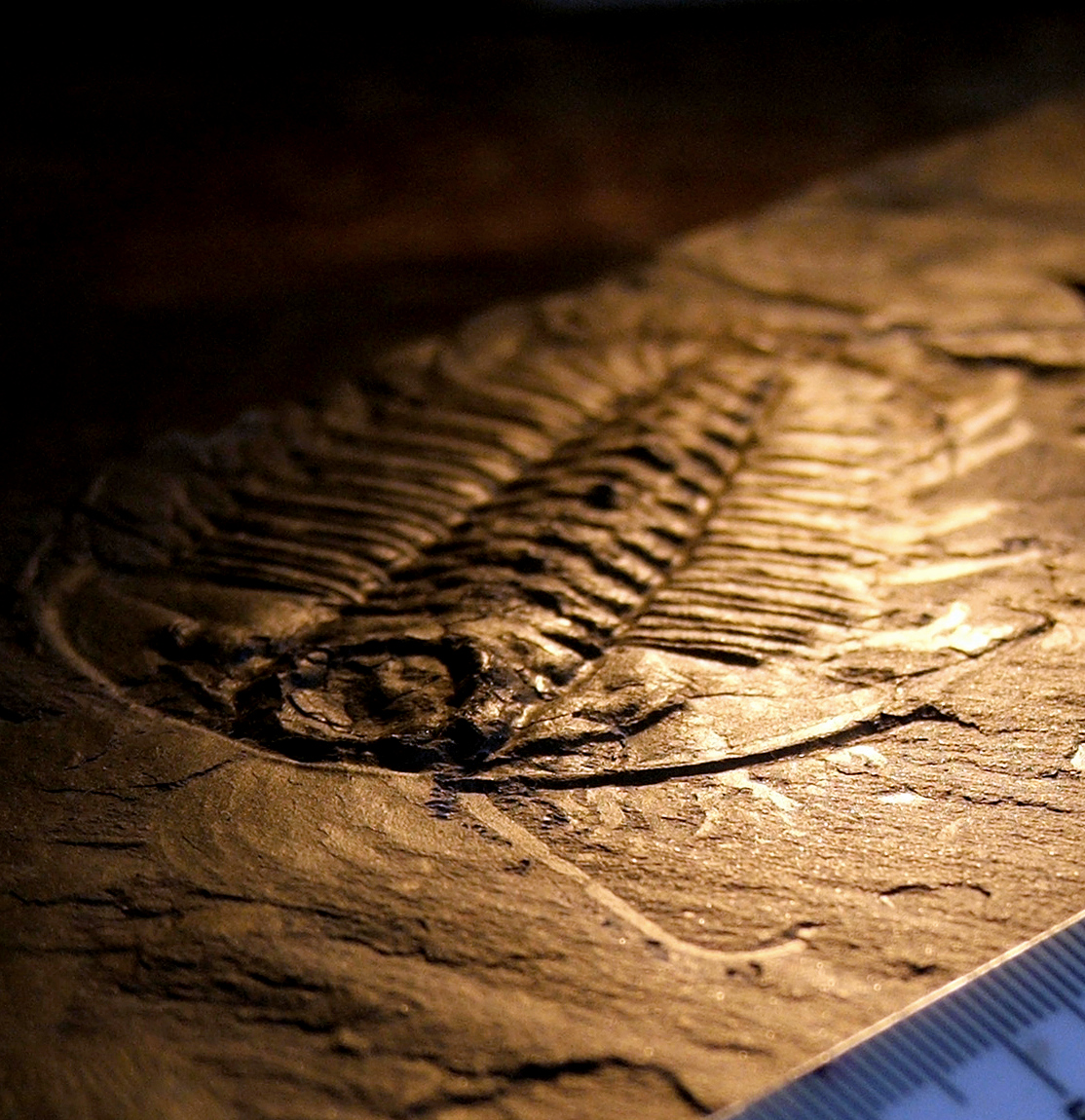
매우 잘 보존된 버제스 셰일의 올레노이데스 세라투스. 촉수와 다리가 탄소막 형태로 보존되었다.

삼엽충은 한 쌍의 입 앞쪽 촉수를 가지고 있으며 그 외에는 모두 동일한 이분지형 다리를 가지고 있다. 머리에는 2, 3 혹은 4 쌍, 그리고 가슴 마디마다 각 한 쌍, 꼬리에 몇 쌍이 존재한다. 각 내지(endopodite, 걷는 데 이용되는 다리)는 6에서 7 개의 마디로 되어 있고, 다른 초기 절지동물의 다리와 상동구조이다. 내지는 기절(coxa)에 부착되어 있고, 기절에는 깃털같은 모양의 외지, 즉 호흡 및 일부 종에서는 헤엄치는 데 사용되었던 아가미지가 연결되어 있다. 기절의 안쪽에는 작은 가시가 있어서 아마 먹이를 처리하는 데 쓰였을 것이다. 외지의 마지막 마디에는 보통 발톱이나 가시가 있다. 다리에는 털이 있는 경우가 많은데, 섭식을 위한 적응이거나 걸을 때 도움을 주는 감각 기관이었을 것이다.

### 소화관
이빨을 가지고 있지 않은 삼엽충의 입은 히포스톰의 뒤쪽 가장자리, 머리에 달린 다리들의 바로 앞에 (꼬리쪽을 향해) 자리잡고 있다. 입은 작은 식도를 통해 입의 앞, 미간의 아래에 위치한 위장과 연결된다. "내장"은 여기에서부터 뒤쪽으로 이어져 꼬리까지 연결된다. 머리에 있는 "섭식지"로 먹이를 입 안에 집어넣는데, 아마 히포스톰과 기절의 악기(gnathobase)를 이용해 음식을 먼저 "썰었을" 것이다. 다른 가능한 생활형태로는 머리에 달린 다리로 퇴적물들을 파헤쳐 음식을 찾았을 수도 있다. 커다란 미간 (커다란 위장이 있었음을 암시한다) 과 임펜던트 형태의 히포스톰을 보면 더 복잡한 섭식형태가 있었음을 짐작할 수 있는데, 예를 들면 육식을 했을 수도 있다.

### 내부기관
입, 위장 및 소화관의 존재와 위치에 대한 직간접적 증거들은 있지만 (바로 위를 보라) 심장, 뇌, 그리고 간 등의 존재는 (비록 많은 복원도에서 "존재하는" 것으로 그려지지만) 직접적인 지질학적 증거가 거의 없어서 추정에 의존할 수밖에 없다.

### 근육
보존되는 경우가 매우 드물긴 하지만 긴 가로 근육이 머리에서부터 꼬리 중간쯤까지 중심축고리에 부착되어 몸말기에 이용되며 다리에도 별도의 근육이 있어 몸말기를 할 때 다리를 오무리는데 사용된다.

## 감각 기관
많은 삼엽충이 겹눈을 가지고 있었다. 또 한 쌍의 촉수도 가지고 있었다. 어떤 삼엽충은 눈이 없었는데, 아마도 빛이 들어오지 않는 아주 깊은 바다에 살았을 것이다. 따라서 이들은 삼엽충 진화에 있어 이차적으로 눈을 잃어버린 경우에 해당한다. 다른 삼엽충들 (예를 들면 파콥스 라나와 에르베노킬레 같은 경우) 은 훨씬 밝고 포식자들이 많은 곳에서 사용했을 커다란 눈을 가지고 있었다.

### 촉수
몇몇 경우에만 보존되어 있긴 하지만 대부분의 삼엽충이 한 쌍의 촉수를 가지고 있었을 것으로 보인다. 촉수는 매우 유연해서 몸말기를 한 상태에서는 안쪽으로 집어넣을 수 있었다. 또, 한 종 (올레노이데스 세라투스)은 촉수처럼 생긴 미각(cerci)이 몸 뒤쪽으로 뻗어나온 것이 보존되어 있다.

### 눈
가장 초기의 삼엽충도 방해석으로 만들어진 낱눈(모든 삼엽충 눈의 특징이다)이 있는 복잡한 겹눈을 가지고 있어서 절지동물 및 다른 동물의 눈이 아마도 캄브리아기 이전에 발생했으리라는 추측을 할 수 있다. 해양환경에서 포식자 및 피식자 모두의 시력이 경쟁적으로 향상된 것이 캄브리아기 대폭발로 알려진 새로운 형태의 생명이 빠른 속도로 발생한 원인이 된 진화적 압력의 하나로 생각된다.
삼엽충의 눈은 전형적인 겹눈으로 각각의 렌즈가 길쭉한 프리즘 역할을 한다. 눈 하나에 있는 렌즈의 개수는 다양해서 어떤 삼엽충은 단 하나만을 가지고 있고, 어떤 삼엽충은 눈 하나에 수천 개의 렌즈를 가지고 있기도 하다. 겹눈에서 렌즈들은 보통 육각형 모양으로 배열되어 있다. 삼엽충 눈의 화석 기록은 꽤 완벽해서 시간이 지나면서 눈이 어떻게 진화했는지 충분히 잘 살펴볼 수 있으며 몸 안쪽의 연질부가 잘 보존되지 않는 것을 어느 정도 보완해 주는 측면이 있다.
삼엽충 눈의 렌즈는 방해석(탄산칼슘, CaCO3)으로 만들어져 있다. 순수한 방해석은 투명하며 어떤 삼엽충들은 결정학적으로 방향이 있는 투명 방해석 결정을 이용하여 눈의 각각의 렌즈를 만든다. 단단한 방해석 렌즈는 사람의 눈처럼 초점을 변화시키는 조절작용을 할 수 없었을 것이다. 하지만 어떤 삼엽충에서는 방해석이 내부적으로 이중렌즈(doublet) 구조를 형성하여 17세기 프랑스의 과학자 르네 데카르트와 네덜란드의 물리학자 크리스티안 호이헨스에 의해 발견된 광학의 원리에 따르자면 뛰어난 심도와 최소의 구면 수차를 제공했을 것이다. 현생 종들 중 이와 비슷한 렌즈를 가지고 있는 것으로는 거미불가사리류인 오피오코마웬티아이(Ophiocoma wendtii)가 있다.
호이헨스 인터페이스, 즉 이중렌즈를 가지고 있지 않은 다른 삼엽충들 중에서는 렌즈의 굴절률이 렌즈 중심으로 가면서 변하는 다초점렌즈를 가진 삼엽충도 있다.
- 홀로크로알 눈(holochroal eye)에는 매우 많은 수의 (15,000 개가 넘을 때도 있다) 작은 (거의 대부분 30-100 μm 정도 크기)[74] 렌즈가 있다. 렌즈는 조밀 육방 격자를 이루어 서로 잇닿아 있으며 하나의 각막이 모든 렌즈를 덮고 있다.[75] 홀로크로알 눈에는 대부분의 현생 절지동물의 눈을 덮고 있는 공막(sclera)이 없다. 홀로크로알 눈은 삼엽충 눈의 원시적인 형태로 가장 흔해서 아그노스티다목을 제외하면 모든 삼엽충 목에서 삼엽충이 존재하는 전 기간을 통해 발견된다.[74] 홀로크로알 눈의 초기 역사에 대해서는 알려진 것이 거의 없다. 캄브리아기 전기와 중기의 삼엽충에서는 눈이 보존된 경우가 매우 드물다.[74] 홀로크로알 눈처럼 격자형태로 된 눈에서 공간해상력은 빛의 세기, 원궤도운동 , 수용체의 밀도, 빛의 각도, 그리고 개별 낱눈의 신호가 신경학적으로 어느 정도까지 조합되는지에 달렸다. 이것은 어두운 곳에 살거나 (카롤리니테스와 비교해서 프리시클로피게의 경우), 그리고 빠르게 움직이는 포식자 내지 피식자일 경우 큰 렌즈를 가지고 있어야 한다는 것을 의미한다. 삼엽충이 앞으로 움직일 때 운동방향에 수직으로 위치한 홑눈에서 원궤도속도가 최대가 되기 때문에 빠르게 움직이는 삼엽충 (카롤리니테스 같은 경우) 눈이 양옆으로는 납작한 편이고 앞뒤로는 곡면에 가깝게 홑눈들이 배열되어 있다. 따라서 눈의 형태를 보면 삼엽충이 살았던 생태계에 대한 정보를 얻을 수 있다.[79]

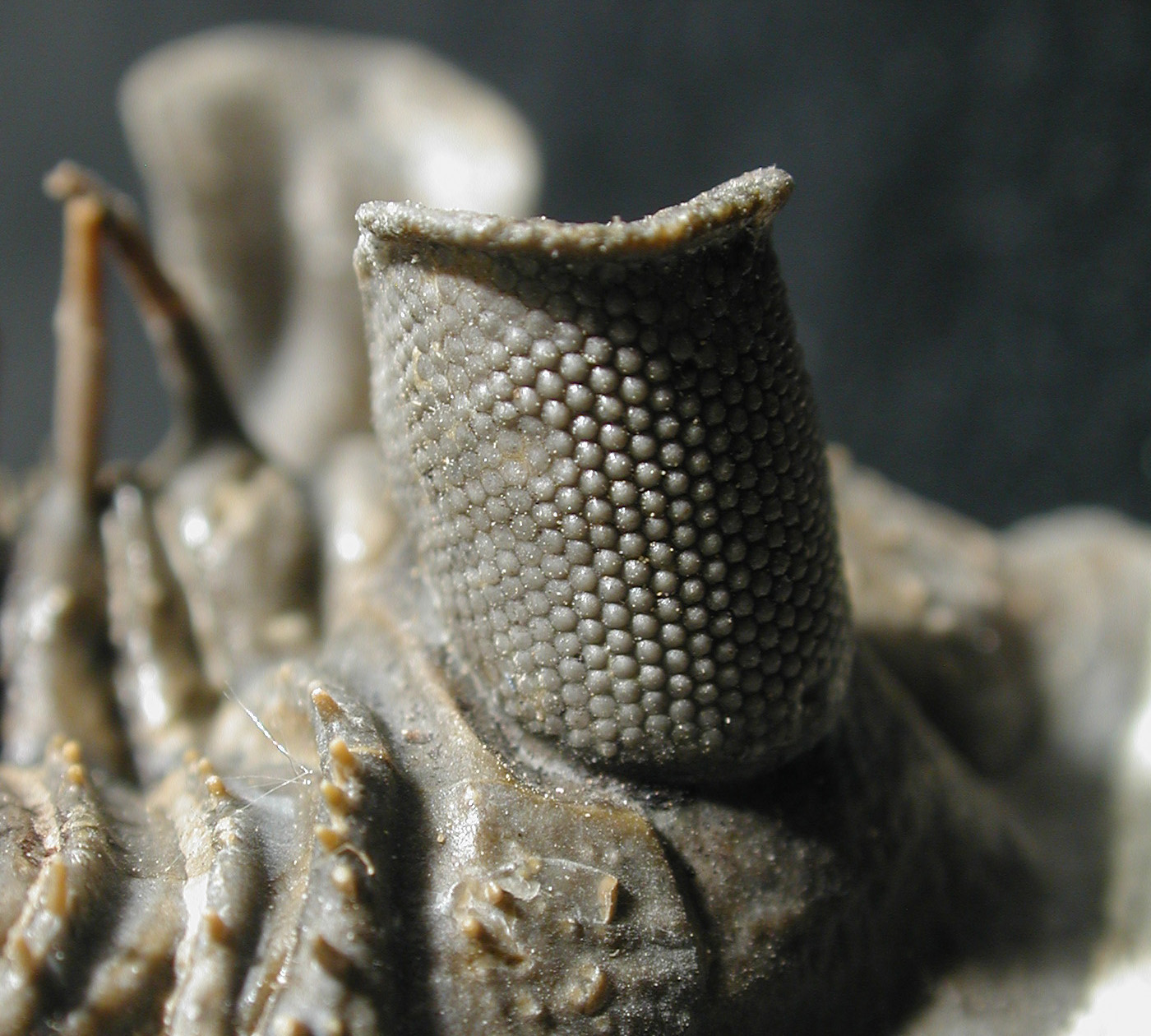
에르베노킬레(Erbenochile erbenii)의 스키조크로알 눈. 눈 위의 가리개는 이 삼엽충이 주행성이었다는 강력한 증거가 된다.

- 스키조크로알 눈(schizochroal eye)은 보통 홀로크로알 눈보다 수는 적지만 (700 개 정도) 더 큰 렌즈를 가지고 있으며 파코피다목에서만 발견된다. 렌즈는 하나하나 분리되어 있고 각각의 렌즈는 개별적인 각막을 가지고 있어서 이것이 더 큰 공막으로 연결된다.[75] 스키조크로알 눈은 오르도비스기 초기에 갑자기 나타나며 홀로크로알 눈을 가진 조상으로부터 파생된 것으로 짐작된다.[74] 시야각, 눈의 위치, 그리고 더 효율적인 몸말기 방식이 같이 발달한 것을 보면 눈이 먹이를 사냥하는데 직접적으로 도움을 주는 것보다 더 방어적인 "조기 경보" 체계의 역할을 한 것으로 보인다.[74] 현생 동물의 눈 중에는 기능적으로 스키조크로알 눈과 동등한 것이 존재하지 않는다고 생각되었으나,[75] 곤충 종인 제노스 펙아이(Xenos peckii)에서 발견되었다.[81]
- 아바토크로알 눈(abathochroal eye)은 캄브리아기의 에오디스키나에서만 발견되며 70 개의 분리된 작은 렌즈들이 개별 각막을 가지고 있다.[82] 공막은 각막과 분리되어 있으며 스키조크로알 눈처럼 깊게 들어가있지 않다.[75] 초기 화석 기록에서 잘 보존된 예는 드물지만, 아바토크로알 눈은 캄브리아기 초기에 발견되어 알려진 것 중 가장 오래된 축에 속한다.[75] 후대에 많은 수의 에오디스키나에서 시각기관이 사라진 것은 환경적인 조건때문인 것으로 보인다.[75]

이차적으로 눈이 없어지는 예는 드물지 않아서, 오래 살아남은 그룹, 예를 들어 아그노스티다와 트리누클레이오이드 등에서 찾아볼 수 있다. 서유럽 쪽의 프로에티다와 파코피나, 특히 (층서적으로 매우 잘 연구되어 있는) 프랑스에서 발견된 트로피도코리피내에서는 가까운 관계인 종들 사이에서 점차 눈이 작아지다가 결국 없어지는 경향이 잘 연구되어 있다.
삼엽충의 몇몇 다른 구조들도 빛수용체(photo-receptors)로 해석된다. 특히 히포스톰 아래의 얇은 큐티클로 된 작은 영역인 "마쿨라"가 흥미롭다. 어떤 삼엽충에서는 마쿨라가 낮과 밤을 구분하거나 삼엽충이 위아래가 뒤집혀 헤엄칠 때 간단한 "배쪽 눈" 역할을 했을 것이라는 의견이 있다.

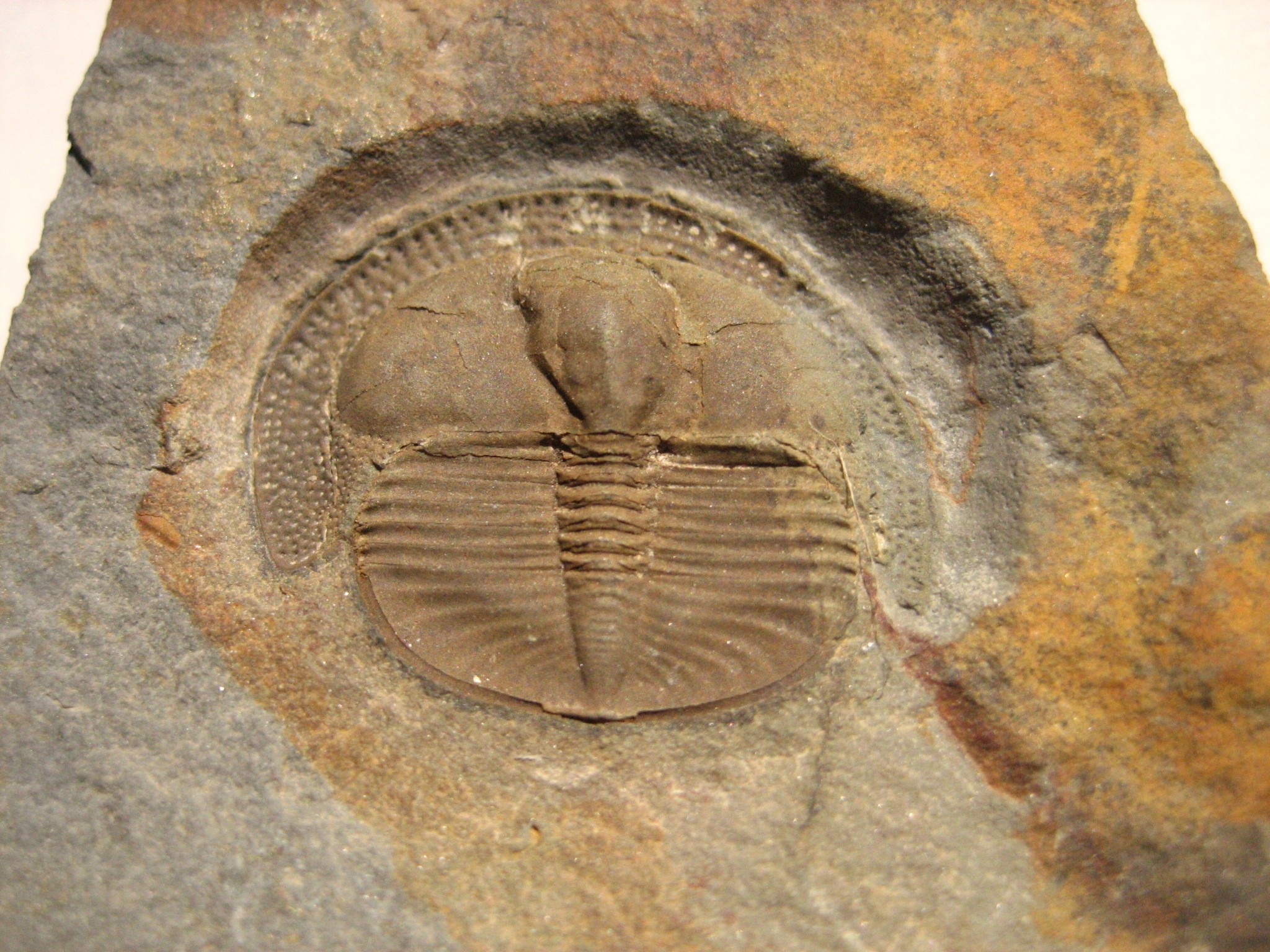
구멍이 많이 나 있는 트리누클레오이드 삼엽충 머리 주변부

### 감각공
몇몇 표면장식구조는 화학물질이나 진동을 감지하는 감각 기관이라고 짐작된다. 하르페티다와 트리누클레오이드는 머리의 주변부에 많은 수의 구멍을 가지고 있는 동시에 눈이 작거나 없는데, 이 주변부가 "겹귀"의 역할을 했을 가능성이 있다.

## 발생
삼엽충은 인스타라고 불리는 여러 차례의 탈피를 거치며 성장하는데 이것은 매번 탈피를 할 때 기존의 마디는 크기가 커지고 몸통의 뒤쪽에서 새로운 마디가 생겨나는 아나몰픽 발달단계다. 그 다음은 에피몰픽 발달단계로 삼엽충이 계속해서 자라고 허물을 벗지만 몸통의 외골격에 새로운 마디가 추가되지는 않는다. 아나몰픽 성장과 에피몰픽 성장을 합쳐 헤미아나몰픽 성장이라고 하는데 많은 현생 절지동물에서 흔히 볼 수 있는 성장형태이다.
삼엽충의 발생은 마디 사이의 분절이 생겨나는 방식이 독특하고, 분절의 발생 방식이 변함에 따라 일반적으로 인식되는 삼엽충 생활사의 발달 단계가 나뉘는데 (세 단계가 있다) 다른 절지동물과는 비교하기가 힘들다. 삼엽충의 실제 성장과 외형 변화는 허물을 벗고 다음 외골격이 굳기 전, 몸이 말랑말랑할 때 일어났을 것으로 보인다.

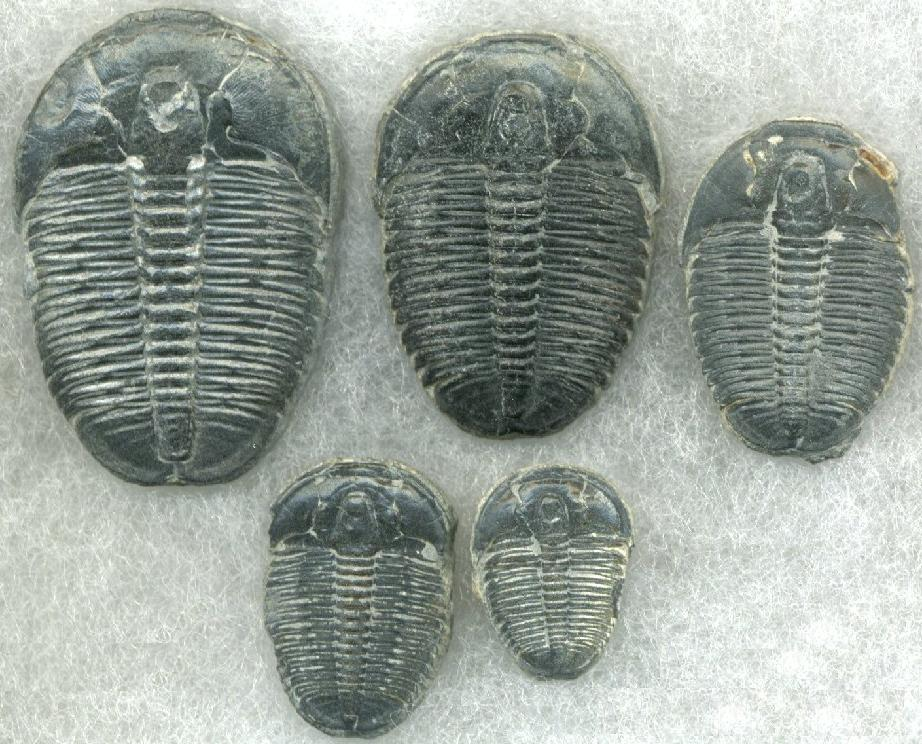
엘라티아 킹아이(Elrathia kingii)의 홀라스피드 성장 단계로 몸길이는 16.2 mm에서 39.8 mm 에 달한다.

삼엽충 애벌레는 캄브리아기부터 석탄기까지, 모든 아목에서 알려져 있다. 가까운 관계의 분류군들은 인스타의 모습이 서로 비슷하기 때문에 삼엽충 애벌레의 형태에 대한 정보는 삼엽충들 사이에 높은 단계의 계통발생학적 관계를 평가하는데 있어서 중요하다.
뒷받침해주는 화석 증거는 없지만 현생 절지동물과 삼엽충의 유사성을 보면 삼엽충은 유성생식을 하며 알을 낳았을 것이다.
어떤 종은 알이나 애벌래를 미간 앞쪽에 있는 알주머니에서 키웠을 것으로 보이며, 특히 생태적 지위가 애벌레에게 불리한 환경이었을 경우에 더 그랬을 것이다. 처음 석회화된 단계의 크기와 형태는 삼엽충 분류군들 사이에 매우 다양하여 어떤 삼엽충은 알 속에서 더 많은 성장을 했다고 짐작할 수 있다. 단단한 외골격을 가지기 전 초기 발생단계가 더 있었을 가능성이 있지만, (팔로타스피드 삼엽충들이 그랬을 것이라는 추측을 하고 있다) 알에서 깨어나면서 바로 단단한 외골격을 가지게 되었을 가능성도 있다.
알에서 깨어난 이후 가장 초기의 단계로 확실히 알려진 것은 (아나몰픽 특성을 가진) "프로타스피드" 단계이다. 구분이 불가능한 원시-머리와 원시-꼬리에서 시작해 (아나프로타스피드) 여러 번의 변화를 거쳐 원시-머리와 원시-꼬리를 구분하는 가로 방향의 홈이 생기는 것으로 끝나며 (메타프로타스피드) 이후부터 마디가 계속해 추가된다. 마디는 꼬리의 뒤쪽에서 추가되지만 모든 마디는 하나로 합쳐진 채로 남아 있다.
(역시 아나몰픽 특성을 가진) "메라스피드" 단계는 머리와 몸통 사이의 분절이 나타나는 것으로 시작된다. 첫번째 메라스피드 단계가 시작되기 전에 삼엽충은 두 부분 - 머리, 그리고 몸통 마디가 합쳐진 꼬리 -으로 구성되어 있다. 메라스피드 단계에서는 새로운 마디가 꼬리의 뒷부분에서 생겨나는 동시에 꼬리의 앞쪽에서는 추가적인 분절이 생겨나면서 마디가 꼬리에서 떨어져 나와 가슴으로 이동한다. 보통 한 번 허물을 벗을 때 마디가 하나씩 추가되어 (한 번 허물 벗을 때 두 개가 생겨나는 경우도 있고 한 번 걸러 하나씩 생겨나는 경우도 있긴 하다) 허물을 벗는 회수와 가슴 마디의 수가 같게 된다. 전체 대비 25% 미만에서 30%-40% 정도까지 상당한 비율의 성장이 메라스피드 단계에서 이루어진다.
"홀라스피드" 단계는 에피몰픽 특성을 가지며 마디가 꼬리에서 가슴으로 이동하는 것이 끝나서 마디의 개수가 고정되면서 시작한다. 홀라스피드 단계에서도 허물벗기는 계속되지만 가슴 마디의 수는 변하지 않는다. 어떤 삼엽충들은 일단 성숙단계에 이르면 성장속도는 느려지지만 죽을 때까지 계속해서 허물을 벗고 성장하는 것으로 생각된다.
어떤 삼엽충들은 특정 인스타에서 형태가 급격히 바뀌는 경우가 있으며 이것을 "삼엽충 변태"(trilobite metamorphosis)라고 부른다. 형태의 급격한 변화는 눈에 띄는 특징을 잃거나 얻는 것으로 나타고 이것은 생활 형태가 바뀌는 것과 연관된 것으로 보인다. 발생단계 동안 생활 형태가 변화하는 것은 진화 압력 측면에서 중요한데, 삼엽충은 성체가 되는 발생과정 중에 다수의 생태적 지위를 거쳐 갈 수 있으며 이런 변화는 삼엽충 분류군의 생존 및 확산에 큰 영향을 끼쳤을 것이다. 삼엽충들 중에 부유성 프로타스피드 단계와 저서성 메라스피드 단계를 가진 것들 (예를 들면 아사피다목) 은 오르도비스기 멸종을 견뎌내지 못했으며, 첫 프로타스피드 단계에서만 부유성 생활을 하고 곧 저서성 형태로 변태한 종류들은 (리키드, 파코피드 등) 살아남았다는 것은 주목할 만하다. 애벌레 단계에서 원양성 생활을 하는 종류는 오르도비스기에 급격히 시작된 전지구적 냉각화 (global cooling) 와 열대 대륙붕 서식지 소실에 잘 적응하지 못했다.

## 활용과 연구의 역사
1698년에 영어로 된 가장 오래된 과학 저널인 왕립학회지(Philosophical Transactions of the Royal Society)에 에드워드 루이드 목사가 "필자가 발견한 몇몇 규칙적 형태의 암석에 관하여"라는 서간문의 일부를 화석 판화 한 페이지와 함께 발표했다. 이 판화에 있는 그림 중 하나가 랸데일로 부근, 아마도 디네포어 경의 성 영지에서 찾은 삼엽충으로 루이드 목사는 이것을 "...어떤 납작한 물고기의 골격..." 이라고 기술했다.
1749년에 칼리메네 블루멘바흐아이(Calymene blumenbachi, 더들리 메뚜기)가 찰스 리틀턴에 의해 발견된 것이 삼엽충 연구의 시작이라고 할 수 있을 것이다. 리틀턴은 1750년에 런던 왕립학회에 "더들리의 석회암 구덩이"에서 찾은 "석화된 곤충"에 대한 편지를 보냈다. 1754년에 마누엘 멘데즈 다 코스타는 더들리 메뚜기가 곤충이 아니라 "갑각류 족에 속하는 동물" 이라고 주장했다. 마누엘 멘데즈 다 코스타는 더들리 표본을 "Pediculus marinus major trilobos", 그러니까 세 개의 엽을 지닌 커다란 바다 이 (large trilobed marine louse) 로 부를 것을 제안했으며 이 이름이 1800년대까지 계속 쓰였다. 독일의 박물학자인 요한 발크 (Johann Walch)는 이 그룹에 대한 최초의 포괄적인 연구를 수행하면서 "삼엽충"이라는 이름을 사용하자고 제안했다. 발크는 세 개의 엽, 즉 중심축과 양 옆의 측판을 지닌 독특한 특징으로부터 이름을 따오는 것이 적절하다고 보았다.
삼엽충에 대해 쓰여진 기록은 아마도 기원전 3 세기까지 거슬러 올라가며 확실한 기록은 기원후 4 세기에 나타난다. 스페인의 지질학자인 엘라디오 리냔과 로돌포 고잘로는 그리스와 라틴의 석공예에서 전갈돌, 딱정벌레돌, 그리고 개미돌 등으로 기술된 화석들 중 일부가 삼엽충 화석을 가리킨다고 주장한다. 삼엽충에 대한 좀 더 확실한 기록은 중국 쪽에서 찾을 수 있다. 중국 북동부의 구샨 층에서 나오는 화석은 벼루 및 장식용으로 높이 평가되었다.
신대륙 쪽에서는 미국의 화석 사냥꾼들이 1860년대에 유타주 서부에서 엘라티아 킹아이가 풍부하게 발견되는 퇴적층을 찾아냈다. 1900년대 초기까지 유타 주의 우테 아메리카 원주민들은 이 삼엽충을 파차비(pachavee, 작은 물벌레)라고 부르며 부적삼아서 몸에 지니고 다녔다. 삼엽충의 머리에 구멍을 뚫고 끈을 연결해 걸고 다녔다. 우테족들에 의하면 삼엽충 목걸이는 병과 총알로부터 자신을 지켜준다고 한다. 1931년에 프랭크 벡위드가 우테족이 삼엽충을 사용했다는 증거를 찾아냈다. 배드랜드를 여행하다가 삼엽충을 의미하는 것이 거의 확실해 보이는 두 개의 암각문을 사진찍었다. 이 여행에서 그는 또 시대가 알려지지 않은 무덤에서 구멍 뚫린 삼엽충 화석이 매장된 사람의 흉곽 안에 놓여 있는 것을 발견했다. 그 이후 삼엽충 부적은 그레이트베이슨 전반에 걸쳐 발견되었으며 브리티시컬럼비아와 호주에서도 발견되었다.
1880년대에 고고학자들은 프랑스의 욘느 부근, 삼엽충 동굴 (Grotte du Trilobite)에서 펜던트로 사용하기 위해 구멍을 뚫은 듯한, 손을 많이 탄 삼엽충 화석을 발견했다. 이것이 발견된 지층은 1만 5000년 된 것으로 확인되었다. 펜던트에 손때가 많이 묻었기 때문에 삼엽충의 종은 확인할 수 없었다. 하지만 그런 형태의 삼엽충은 욘느 부근에서는 발견되지 않기 때문에 아마도 교역을 통해 다른 곳에서 왔으며 높은 가치를 가지고 있었을 것으로 보인다.

## 한국의 삼엽충

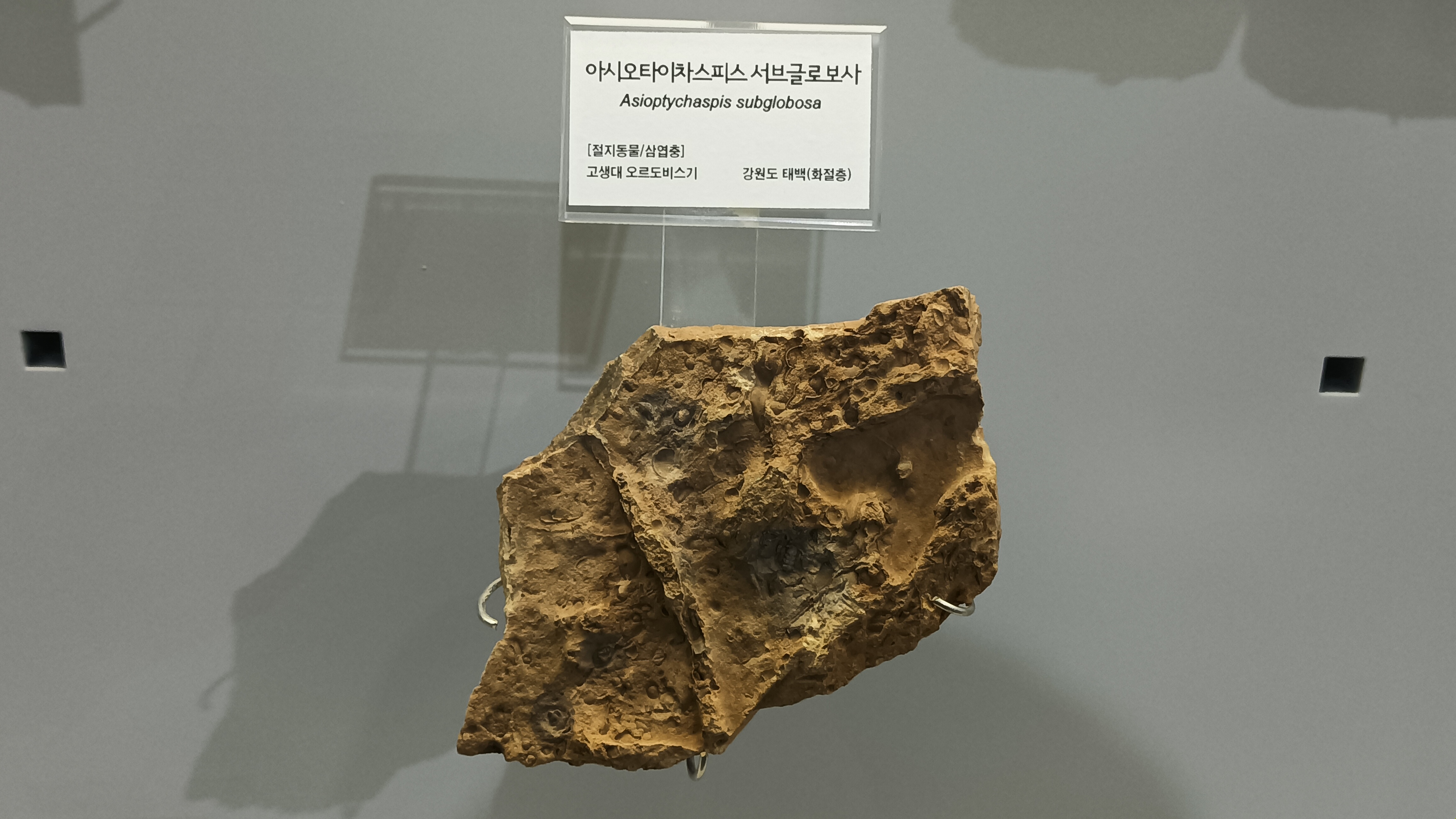
태백고생대자연사박물관에 전시된 조선 누층군 화절층의 삼엽충 화석 Asioptychaspis subglobosa의 모습이다. 이 화석은 화절층 최하부의 Asioptychaspis 화석대에서 산출된다.

대한민국에서는 강원도의 태백산과 영월군 지역의 조선 누층군에서 삼엽충의 화석이 대량으로 발견된다. 태백의 삼엽충 중 조선 누층군 직운산층에서 발견되는 바실리엘라(Basiliella) 및 돌레로바실리쿠스(Dolerobasillicus)는 대형종으로, 많은 국내의 자연사박물관에 전시되어 있다. 1944년 중국 랴오닝성에서 발견됐던 슈도콜디니오이디아(Pseudokoldiniodia), 중국 산둥성 구샨층 상부에서 발견된 블랙웰드리아(Blackwelderia)와 중국에서 발견되는 사이클로로렌젤라(Cyclolorenzella), 드레파누라(Drepanura) 등이 발견되고 있다.
김건호 외(1991)는 강원특별자치도 태백시 동점동 지역 구문소 부근에 분포하는 조선 누층군 두무골층에서 완족동물, 삼엽충, 극피동물 등의 무척추동물 화석을 채취하였다. 이중 삼엽충 화석을 근거로 하여 두무골층을 하위로부터 Asaphellus, Protopliomerops, Kayseraspis 생층서대로 구분하였다. Asaphellus, Protopliomerops 생층서대는 후기 트레마독절(Tremadocian)에, Kayseraspis 생층서대는 아레니지안(Arenigian 또는 플로절(Floian))에 해당한다.
태백과 영월에서 발견된 화석은 다음과 같다.
태백시
- Basiliella sp. (직운산층, 장성)
- Dolerobasilicus yokusensis (Kobayashi) (직운산층, 장성)

태백시 동점동 태백고생대자연사박물관 앞 황지천 하상에 드러난 조선 누층군 직운산층 노두
- 노두 전경
- 삼엽충 화석
- 삼엽충과 완족류 화석
- 삼엽충 화석
- 삼엽충 화석

영월군
- Glyptagnostus stolidotus Opik, 1961 (마차리층, 북면 마차리)
- Pseudoagnostus idalis Opik, 1967 (마차리층, 북면 마차리)
- Basiliella sp. (직운산층, 상동)
- Dolerobasilicus yokusensis (Kobayashi) (상동 세송계곡)
- Irvingella  megalops (Kobayashi) (마차리층, 북면)
- Yosimuraspis vulgaris Kobayashi (문곡층, 북면 가람 및 기와골 단면)
- Jujuyaspis sinensis Zhou in Chen et al., 1980 (문곡층, 가람-I 단면, 갈치재 단면)
- Elkanaspis jilinensis Qian in Chen et al., 1985 (문곡층, 북면 갈치재 단면)
- Agnostidae gen. et sp. indeterminate (문곡층, 북면 송화동 단면)
- Kainella euryrachis Kobayashi, 1953 (문곡층, 북면 점말-I 단면, 송화동 단면)
- Leiostegium sp. (문곡층, 북면 송화동)
- Micragnostus coreanicus Kobayashi, 1960 (문곡층, 북면 충산 단면)
- Shumardia pellizzarii Kobayashi, 1934 (문곡층, 북면 오만동, 배일재 단면)
- Hystricurus megalops Kobayashi, 1934 (문곡층, 북면 오만동, 가람-I 단면)
- Asaphellus sp. (문곡층, 북면 충산, 배재 단면)
- Dikelokephalina asiatica Kobayashi, 1934 (문곡층, 북면 배일재 단면)
- Apatokephalus hyotan Kobayashi, 1953 (문곡층, 북면 오만동)
- Hukasawaia cylindrica (Kobayashi, 1953) (문곡층, 북면 오만동)
- Koraispis spinus Kobayashi, 1953 (문곡층, 북면 배일재, 가람II-단면)

## 같이 보기
- 고생대
- 캄브리아기
- 투구게
- 절지동물

## 참고자료
- Fortey, Richard (2000), Trilobite: Eyewitness to Evolution, New York, NY: Vintage Books, ISBN 978-0-375-70621-9
- Lawrence, Pete (2014), Trilobites of the World: An atlas of 1000 photographs, Manchester: Siri Scientific Press, ISBN 978-0-9574530-3-6, 2014년 3월 8일에 원본 문서에서 보존된 문서, 2014년 5월 13일에 확인함